# Fresh Paint OLLN
Le festival Fresh Paint OLLN est un festival international d'art urbain (street art) qui se tient depuis juin 2021 sur le territoire de la ville belge d'Ottignies-Louvain-la-Neuve, en Brabant wallon.
Le projet Fresh Paint prévoit par ailleurs qu'une nouvelle fresque vienne chaque année enrichir le patrimoine Street Art de la ville.

## Historique

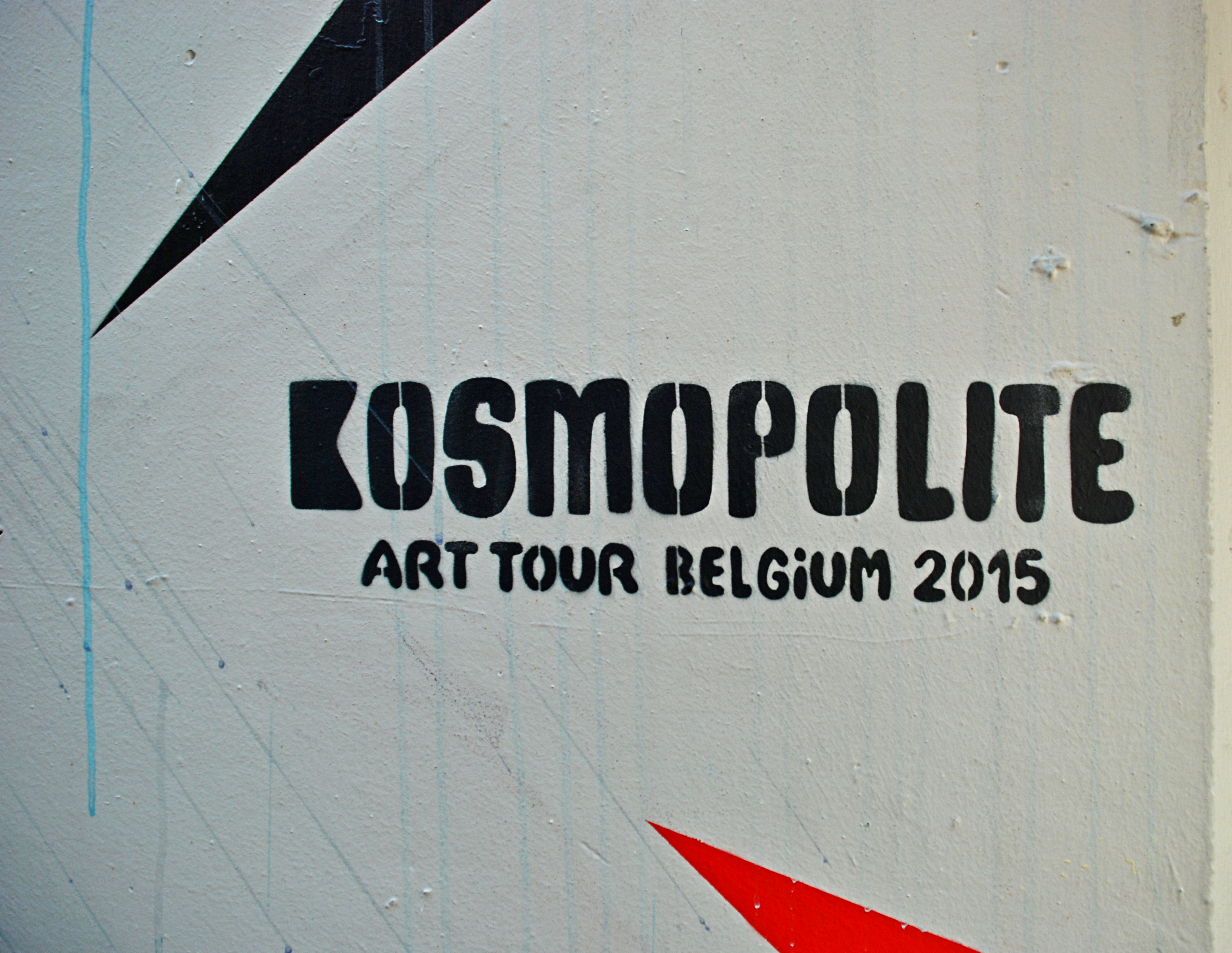
Le logo du « Kosmopolite Art Tour » dont le festival Fresh Paint OLLN est le continuateur.

### Festival Fresh Paint OLLN 2021-2022

#### Origine
En 2021, après les deux éditions du festival « Kosmopolite Art Tour » organisées à Louvain-la-Neuve en 2012 et 2015 (Kosmopolite Art Tour 2012 à Louvain-la-Neuve et Kosmopolite Art Tour 2015 à Louvain-la-Neuve), la ville d'Ottignies-Louvain-la-Neuve s'associe à nouveau à l'UCLouvain et au collectif de graffeurs bruxellois Farm Prod pour enrichir le patrimoine artistique de la commune via la réalisation de peintures murales et d'interventions au pochoir,.
Dans cette ville où le street art occupe une place de choix, l'objectif des organisateurs est d'embellir la ville avec des fresques murales monumentales et de « faire d'Ottignies-Louvain-la-Neuve un tableau de street art mouvant, multiple et évolutif, pendant toute l'année »,,,.
Comme le souligne l'échevin de la culture de la Ville, un autre objectif est de « renforcer l'unité entre Ottignies et Louvain-la-Neuve par un patrimoine étendu sur les deux centres urbains ».
La formule est cependant différente de celle du festival « Kosmopolite Art Tour » : « On n'est plus sur quelque chose d'événementiel avec soixante artistes qui se retrouvent pendant une semaine avec le public. Ici, on recherche des murs à Louvain-la-Neuve et à Ottignies. Et sur ces surfaces, on propose des artistes éloquents, belges ou internationaux, de renommée plus ou moins grandissante ou déjà reconnus. Et on veut aussi faire travailler les associations et les jeunes. On veut donner la place à tout le monde et avoir une nouvelle carte postale street art à Ottignies-Louvain-la-Neuve pendant toute l'année » précise Guillaume, un membre du collectif Farm Prod.

#### Budget
Le festival de street art bénéficie d'un budget de 190.000 €, fourni par la Ville (150.000 €), l'UCLouvain (10.000 €) et le promoteur Eckelmans (10.000€),.
Comme le souligne l'échevin de la culture de la Ville durant l'été 2021 : « À la fin de cette période Covid,  c'est le moment de réinvestir dans l'art public, de redonner de l'espoir et de la beauté. Des artistes vont pouvoir retravailler ». « La Ville a cassé sa tirelire : 150.000 €, c'est à la fois beaucoup d'argent et pas beaucoup d'argent. Répartis sur 3 ans, cela fait 50.000 € par an, soit un millième du budget communal ».

#### Phases

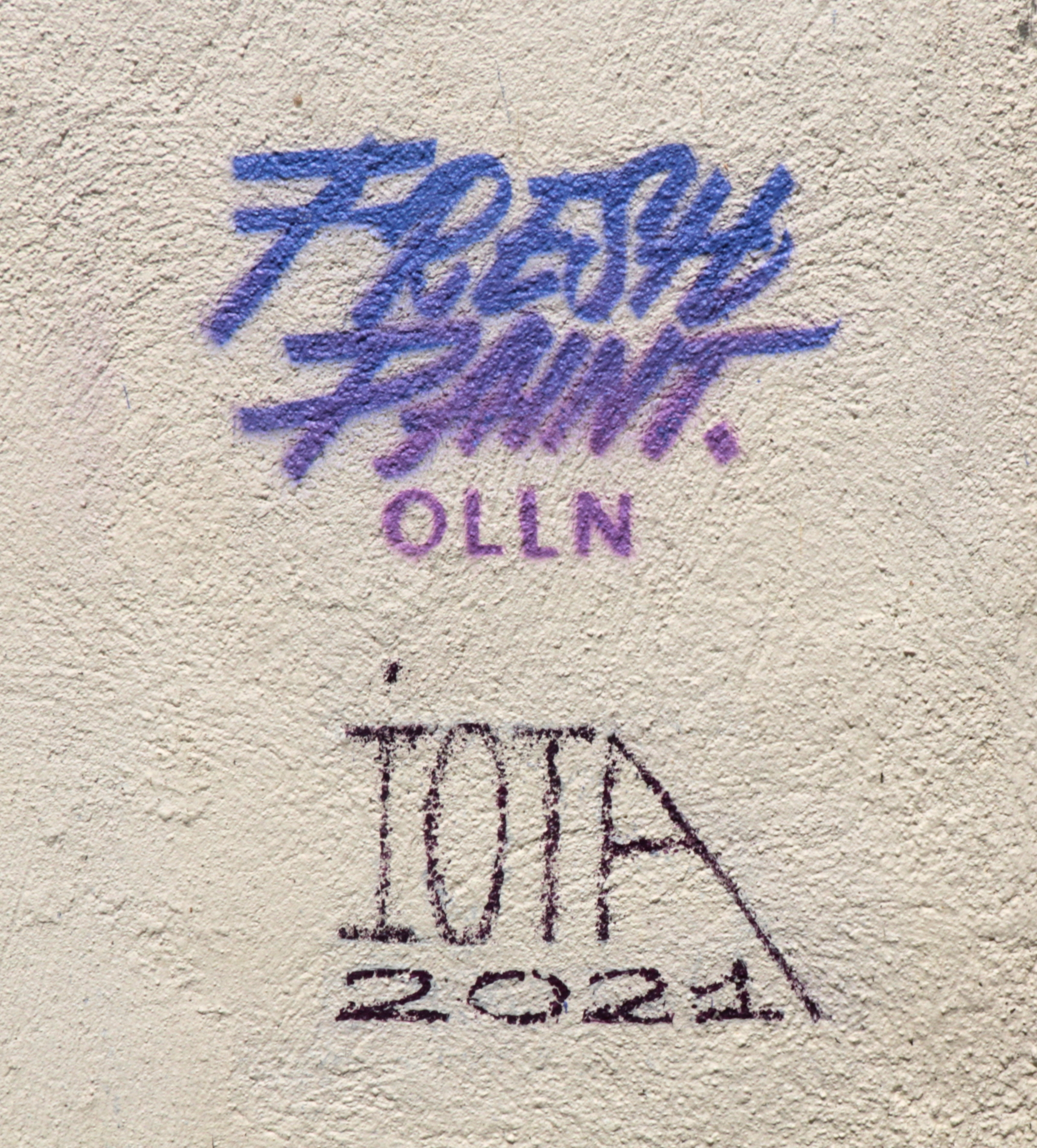
Le logo de Fresh Paint OLLN et la signature de Iota.

Le festival Fresh Paint OLLN se déroule en trois phases.

##### Phase 1
La première phase du festival de street art Fresh Paint OLLN démarre le 14 juin 2021 avec la réalisation avec la réalisation par 7 artistes du collectif Farm Prod de fresques ornant 380 m2 de murs du rond-point de l'Anneau Central, un rond-point souterrain à l'entrée de Louvain-la-Neuve, à côté du lac de Louvain-la-Neuve,,.
C'est ensuite l'artiste Iota qui réalise du 28 juin au 4 juillet une haute fresque murale sur la façade de l'ancien bâtiment du CPAS, à la rue de Franquenies à Ottignies,,.
Du 1er au 10 juillet 2021, l'artiste Jaune réalise plusieurs pochoirs mettant en scène des ouvriers communaux dans des situations humoristiques à huit endroits de Louvain-la-Neuve,.
Enfin, du 5 au 9 juillet, une fresque est réalisée à la chaussée de la Croix à Ottignies par de jeunes artistes issus de différentes associations, une fresque à laquelle Jaune appose sa touche personnelle,,.

##### Phase 2
La deuxième phase du festival se déroule en septembre-octobre 2021.
Elle comporte la réalisation du 15 au 25 septembre 2021 d'une grande fresque du portugais Pantonio sur la façade arrière du bâtiment de l'antenne communale de Louvain-la-Neuve,,.
Ensuite, du 27 septembre au 6 octobre, c'est au tour de l'artiste marocain Ayoub Abid, surnommé Normal, d'orner le mur pignon d'une maison particulière située à l'angle de la rue Lucas et de la rue des Combattants au centre d'Ottignies,,.
Cette deuxième phase comporte également la restauration de deux grandes fresques réalisées lors du Kosmopolite Art Tour 2015 : celle du collectif autrichien « The Weird » sur le mur du parking du Sablon sous le Théâtre Jean Vilar et celle de Dourone sur la place Raymond Lemaire près de l'Aula Magna. Comme le précise Guillaume Desmarets du collectif Farm Prod qui est à l'initiative de Fresh Paint OLLN, ces fresques « ont souffert du soleil. Nous allons en raviver les couleurs, sans toucher à la patte des artistes évidemment ». La fresque de Dourone avait en effet perdu ses dégradés de rose / mauve.

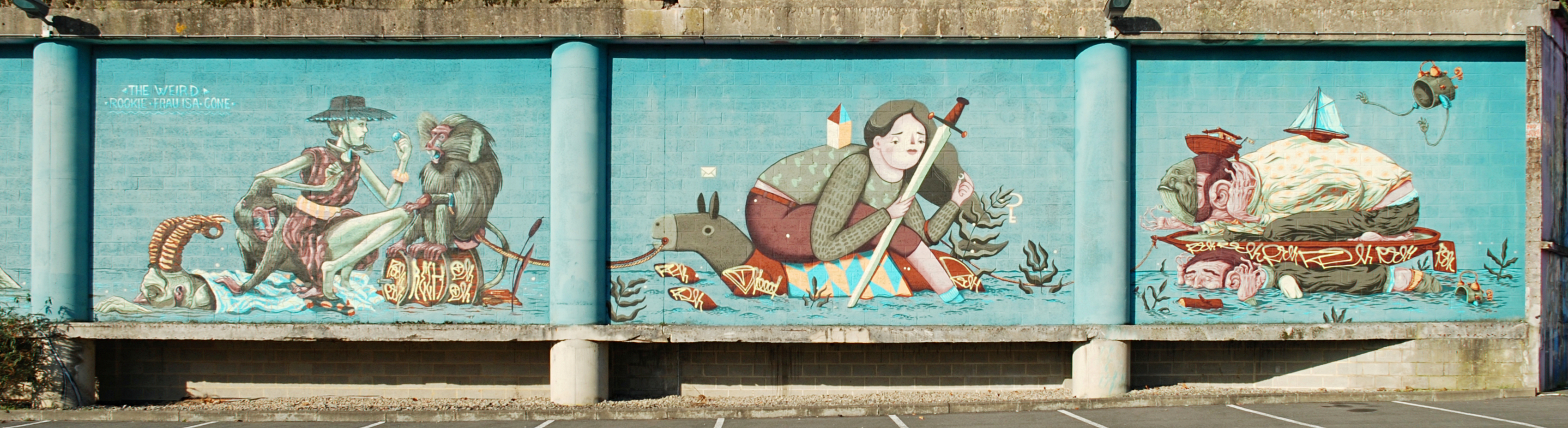
La fresque du collectif autrichien « The Weird ».
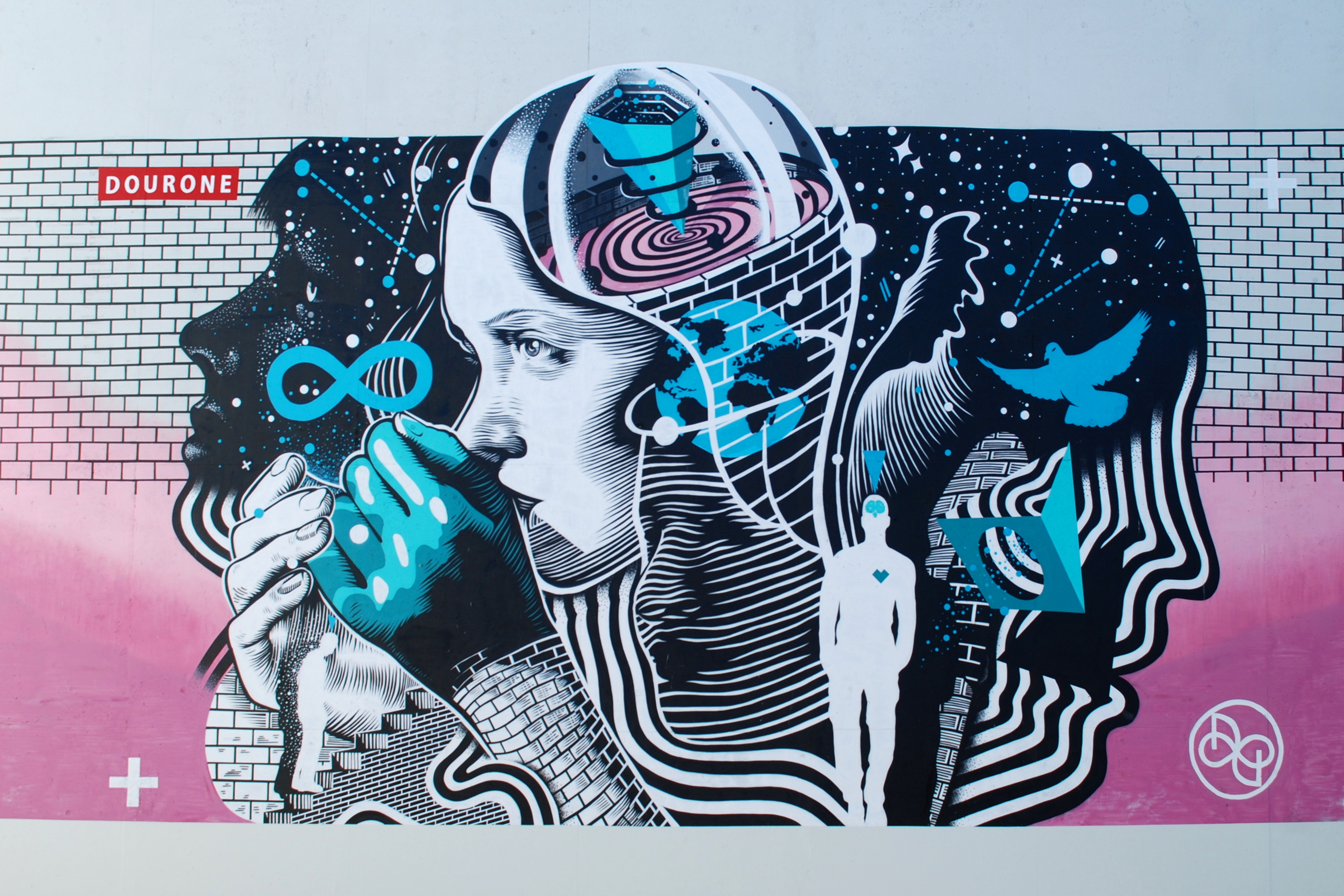
La fresque de Dourone, dont les dégradés de rose / mauve avaient disparu.

##### Phase 3
La troisième phase du festival Fresh Paint OLLN démarre le 19 septembre 2022, avec la participation de sept artistes internationaux.
Le premier chantier, qui se déroule du 19 au 25 septembre 2022, concerne la gare de Louvain-la-Neuve où les artistes belgo-mexicain Bué The Warrior, suédois Delicious Brains, suisse Tones et belges Johnny Boy et Resto décorent le mur du quai no 1 de plusieurs wagons de train,.
Du 26 septembre au 2 octobre 2022, l'artiste français Adec orne le mur pignon du P'tit Maga du quartier du Bauloy à Ottignies.
Par ailleurs, du 3 au 8 octobre 2022, l'artiste français Taroe décore un mur du collège Albert le Grand à Louvain-la-Neuve.

#### Clôture : exposition et rétrospective
En guise de rétrospective du festival, une exposition de photos et de vidéos se tient du 4 au 16 octobre 2022 à la Galerie des Halles, sur la place de l'Université,,.
Le 9 octobre 2022, l'office du tourisme d'Ottignies-Louvain-la-Neuve organise des visites guidées sur les sites des fresques urbaines.

### Projet Fresh Paint OLLN à partir de 2023
Après la clôture du festival, le projet Fresh Paint prévoit qu'une nouvelle fresque vienne chaque année enrichir le patrimoine Street Art de la ville.
Ainsi, en avril 2023, le collectif Farm Prod réalise sur la façade de la Maison de la Citoyenneté à Ottignies une fresque qui rend hommage au scénariste de bande dessinée Raoul Cauvin, qui fut membre du jury du « Prix Diagonale BD » organisé par la Ville.
Ensuite, en octobre 2023, Farm Prod fait appel à l'artiste suisse Stom500 pour réaliser une nouvelle fresque sur un mur pignon de la rue de la Forge, dans le centre d'Ottignies.
En septembre 2024 le projet Fresh Paint confie à Lazoo la réalisation d'une grande fresque sur la maison de la laïcité Hypathia à la rue des Deux Ponts à Ottignies. Guillaume Desmarets, du collectif Farm Prod, explique : « C'est Farm Prod qui a proposé cet artiste à la ville. Nous le connaissons depuis plus de 15 ans, nous avons été invités à un festival qu'il organisait en région parisienne, il est venu ensuite en Belgique, puis nous avons décidé d'organiser ensemble le Kosmopolite Art Tour, festival d'art urbain et de graffitis qui a tourné à Bruxelles, Paris et Amsterdam en 2010 avant d'élargir ses frontières jusque Rio, Sao Paulo, Jakarta et Casablanca. Quand nous l'avons organisé à Louvain-la-Neuve en 2012, Lazoo est venu peindre les murs des quais de la gare avec d'autres graffeurs. ».

## Œuvres

### Œuvres du Festival Fresh Paint OLLN 2021-2022

#### Rotonde de l'anneau central
Sept artistes du collectif de street art bruxellois « Farm Prod » ont orné 380 m2 de murs de l'Anneau Central, à l'endroit où le Boulevard Oleffe devient souterrain tout près du lac de Louvain-la-Neuve. Cette fresque mesure 70 m de long sur 5 m de haut.

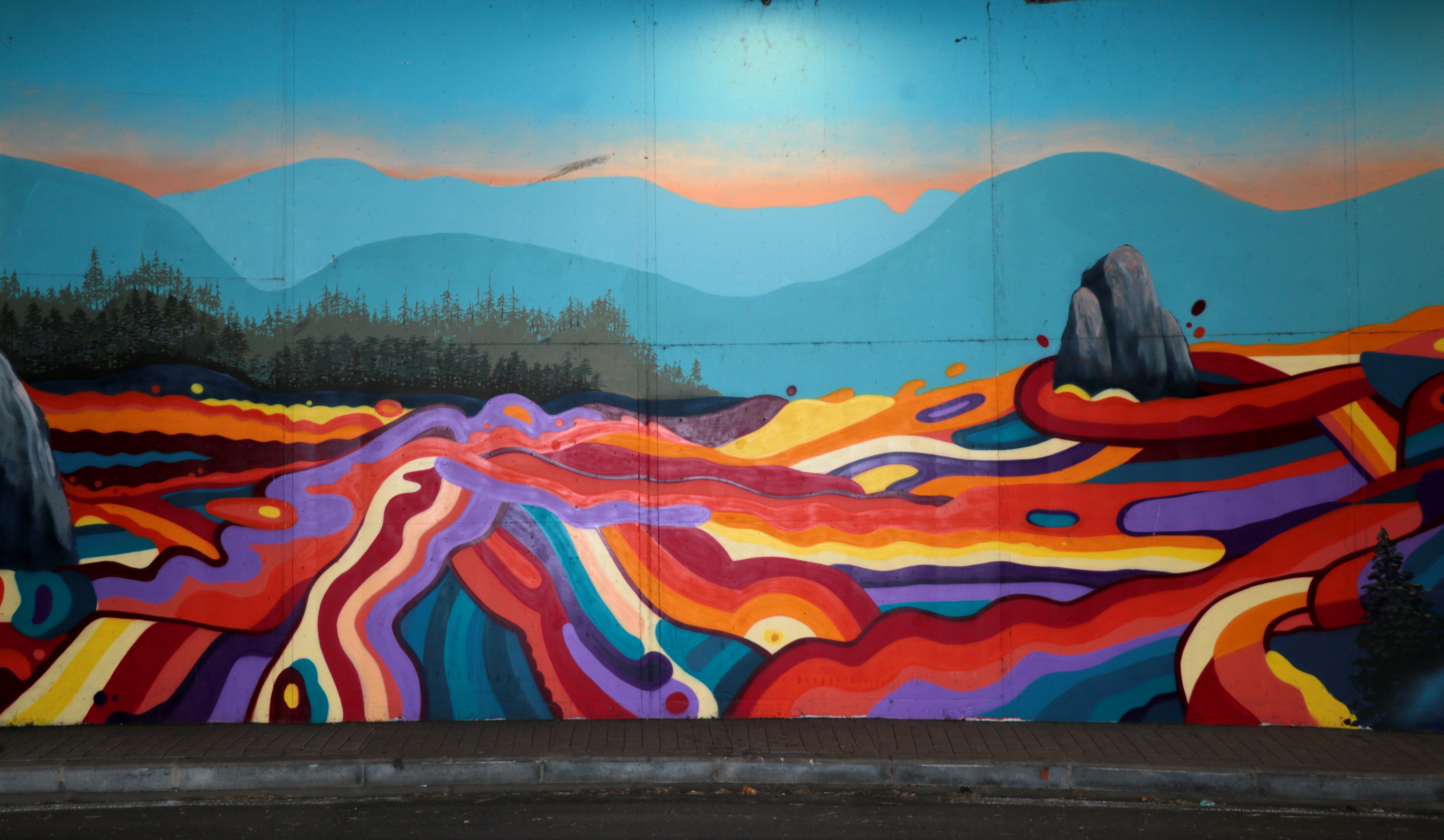
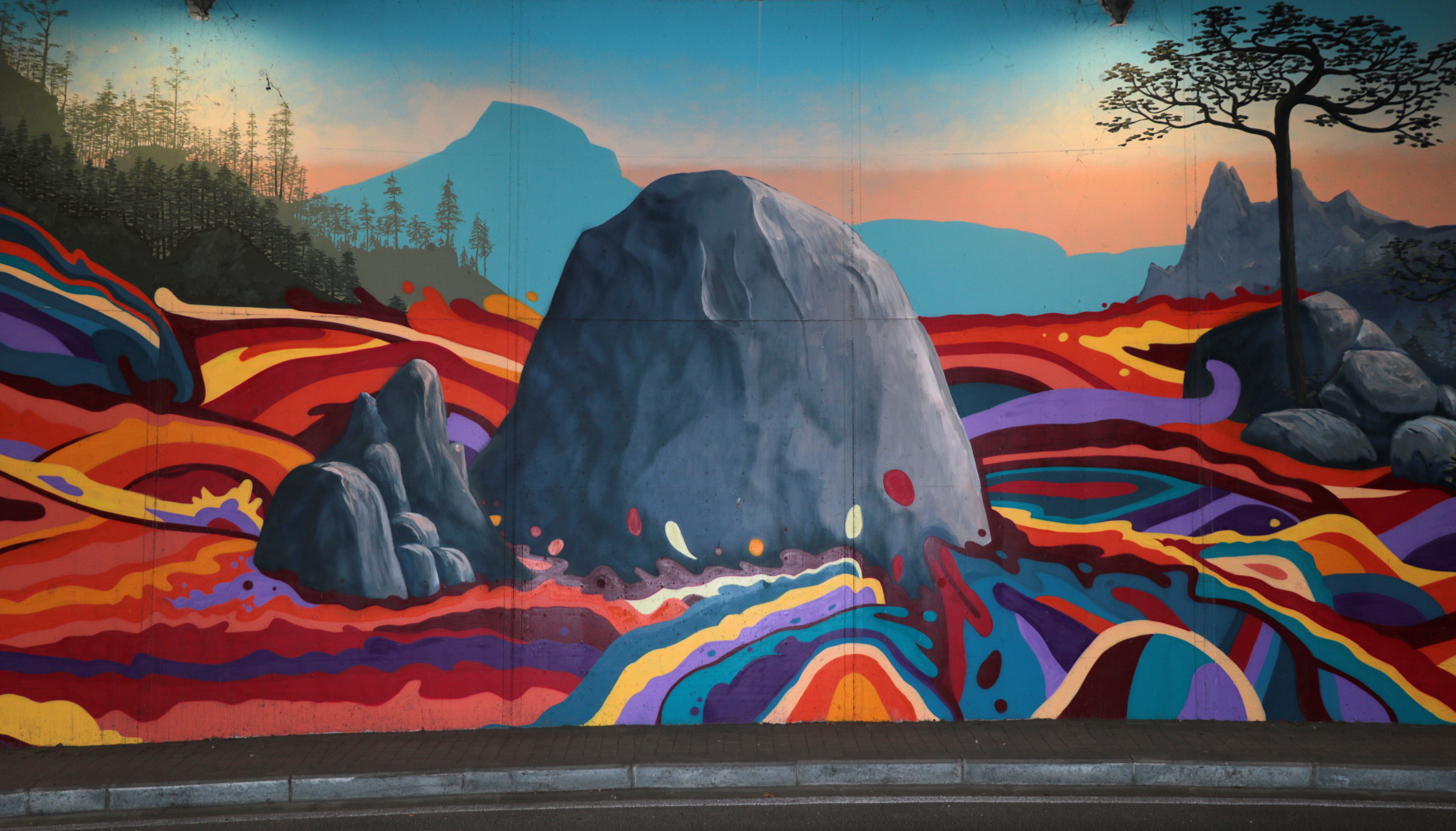
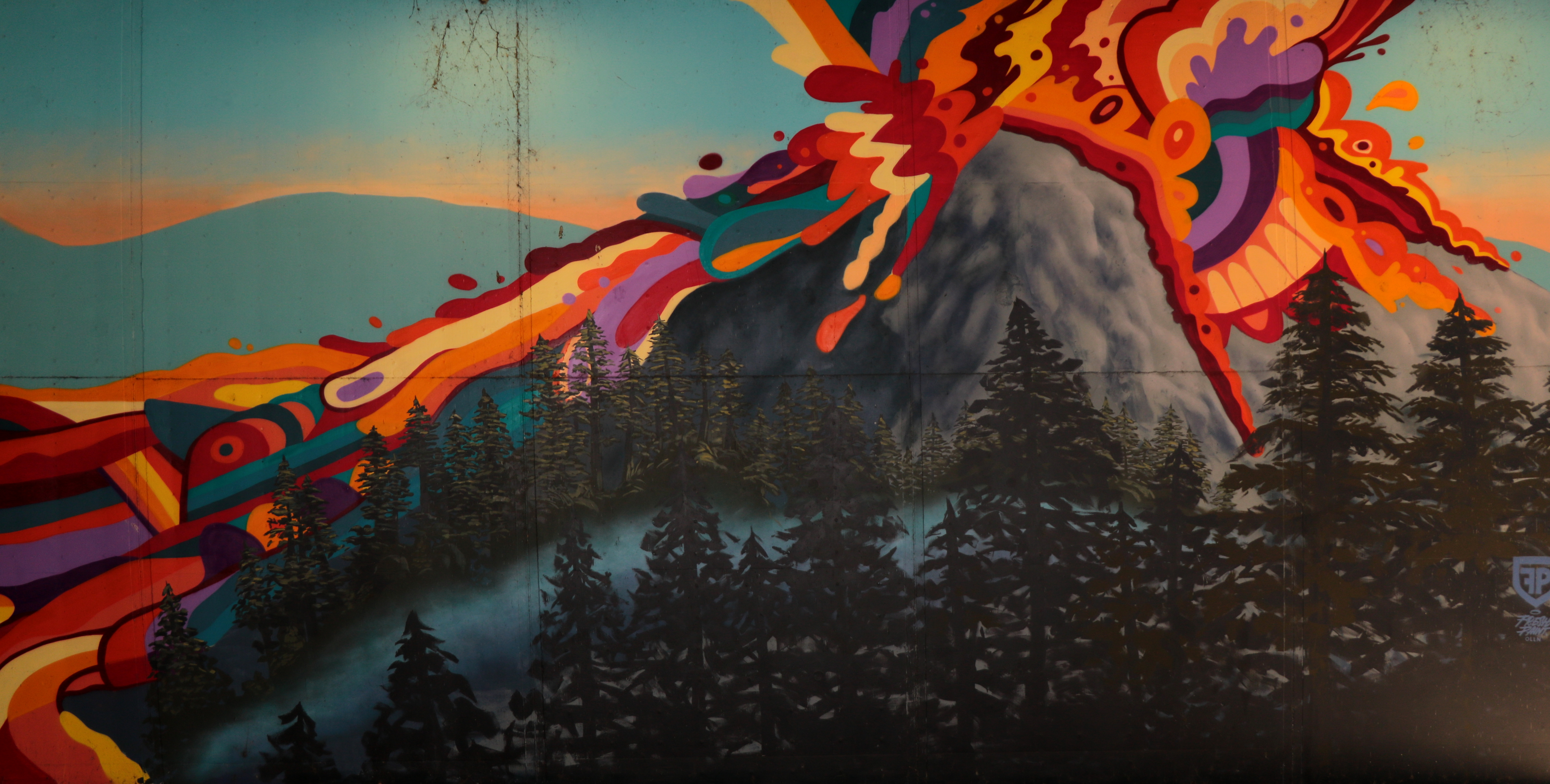

« Nous avons eu l'idée de créer quelque chose qui ouvre le rond-point, pour en créer un point de repère. Il y a du montagneux, du rocheux, une rivière, dans un style qui mélange réalisme et abstrait, le graphique, et le moderne » explique Frédéric, du collectif Farm Prod. « C'est un endroit très stratégique. Le but est vraiment de créer un point de repère à Louvain-la-Neuve, pour que les automobilistes qui arrivent en ville soient confrontés à une belle masse de couleurs. L'important, c'était surtout d'ouvrir ce rond-point souterrain vers l'extérieur ».
« Notre fresque représente un paysage assez réaliste, sobre, qui donne de la profondeur dans ce rond-point bétonné. Pour contraster,  une sorte de lave organique colorée traverse le paysage » précise Guillaume, un autre membre du collectif Farm Prod.

#### Grandes fresques murales
De hautes fresques ornent les murs de plusieurs bâtiments d'Ottignies et de Louvain-la-Neuve.
La façade de l'ancien bâtiment du CPAS rue de Franquenies à Ottignies est ornée d'une fresque intitulée L'arbre de vie réalisée par l'artiste bruxelloise Iota,,. L'artiste mélange les corps, les textures et les matières pour représenter l'âme humaine sous toutes ses formes. Sa fresque représente la fusion de l'humain avec la nature, le système racinaire d'un arbre faisant penser au système nerveux humain : « C'était une surface moins grande que celle que j'ai l'habitude de peindre. J'ai donc pu apporter beaucoup de détails, prendre le temps de faire vraiment ce que j'avais envie ».
La façade arrière du bâtiment de l'antenne communale de Louvain-la-Neuve est décorée d'un énorme oiseau bleu réalisé par Antonio Correia, un artiste portugais plus connu sous le pseudonyme de Pantonio, dont le style allie des lignes fluides, avec une prédominance du bleu, la couleur de l'Atlantique, et du noir des fonds marins et des roches volcaniques,.
Le mur pignon d'une maison située à l'angle de la rue Lucas et de la rue des Combattants au centre d'Ottignies arbore une fresque haute en couleur réalisée par l'artiste marocain Ayoub Abid, surnommé Normal, un designer diplômé de l'Art'ComSup de Rabat,,. La réalisation d'une fresque murale sur la maison d'un particulier est une première à Ottignies-Louvain-la-Neuve.
Dans le quartier du Bauloy à Ottignies, c'est un écureuil gigantesque réalisé par l'artiste français Adec  qui décore le pignon du P'tit Maga,. Cette fresque est typique du style d'Adec, un street artiste qui réalise des fresques confrontant un animal ou végétal habité par une multitude de petits personnages, avec une inversion des échelles de représentation. Adec a cependant joué de malchance avec la météo car la pluie a fait couler toute sa peinture au bas du mur.
À Louvain-la-Neuve, un mur du collège Albert le Grand, propriété des Dominicains à l'angle de la rue des Bruyères et de la rue René Magritte, est orné d'une haute fresque réalisée par l'artiste basque Taroe qui travaille uniquement au pinceau (et pas avec des sprays) et qui privilégie les tons pastels,,. « J'étais déjà venu à Louvain-la-Neuve en 2015 pour la deuxième édition du « Kosmopolite Art Tour ». On était plusieurs à travailler ensemble sur les murs de la gare » se souvient Taroe, Nicolas Masperson de son vrai nom. Alors que les Dominicains pensaient à des thèmes spirituels, l'artiste les a « aiguillés vers quelque chose qui touche plus au quotidien des jeunes qui transitent dans cette ville » : les Dominicains ont été séduits par l'idée d'une jeune fille endormie dans un train.

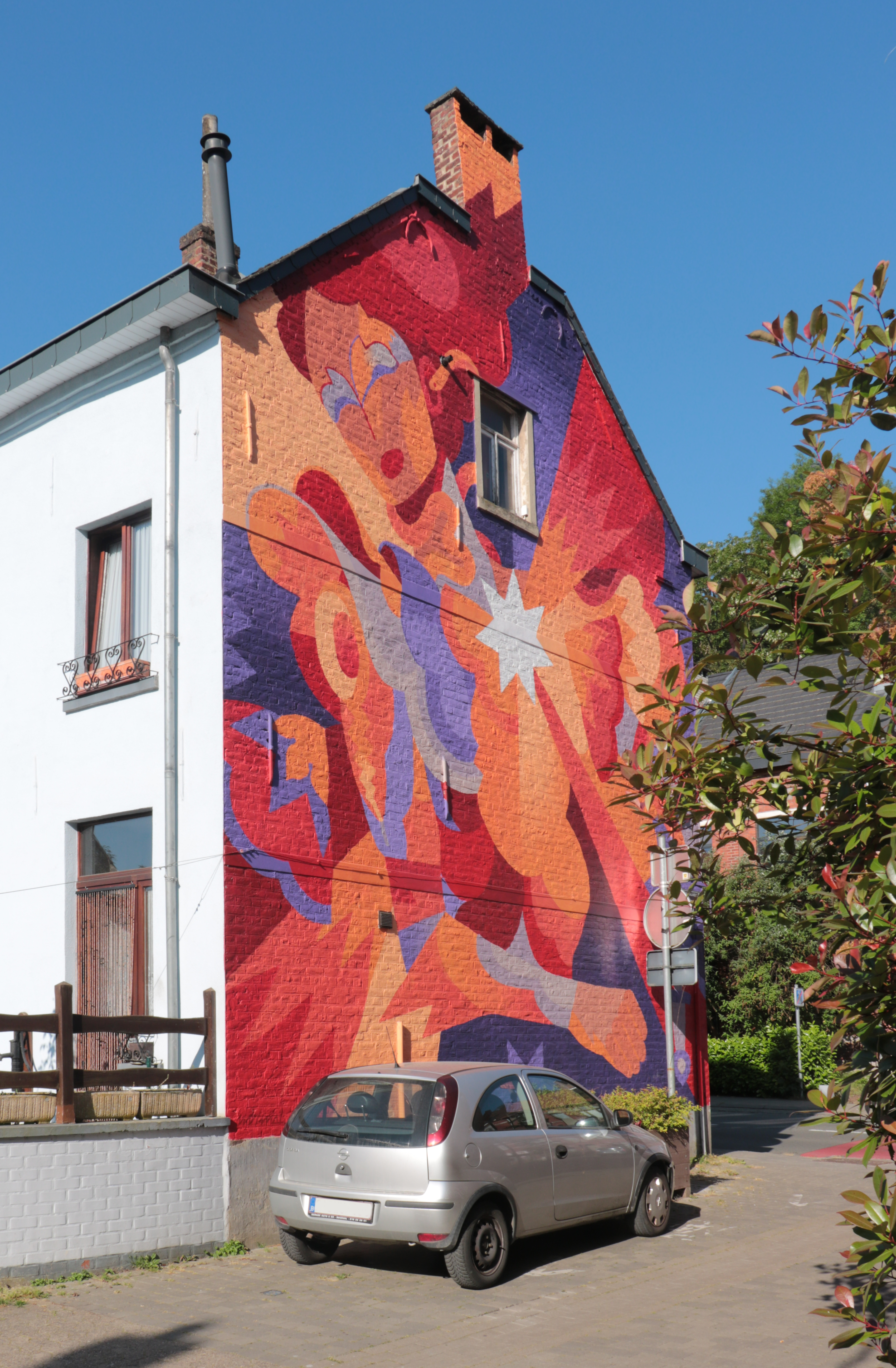
Normal.
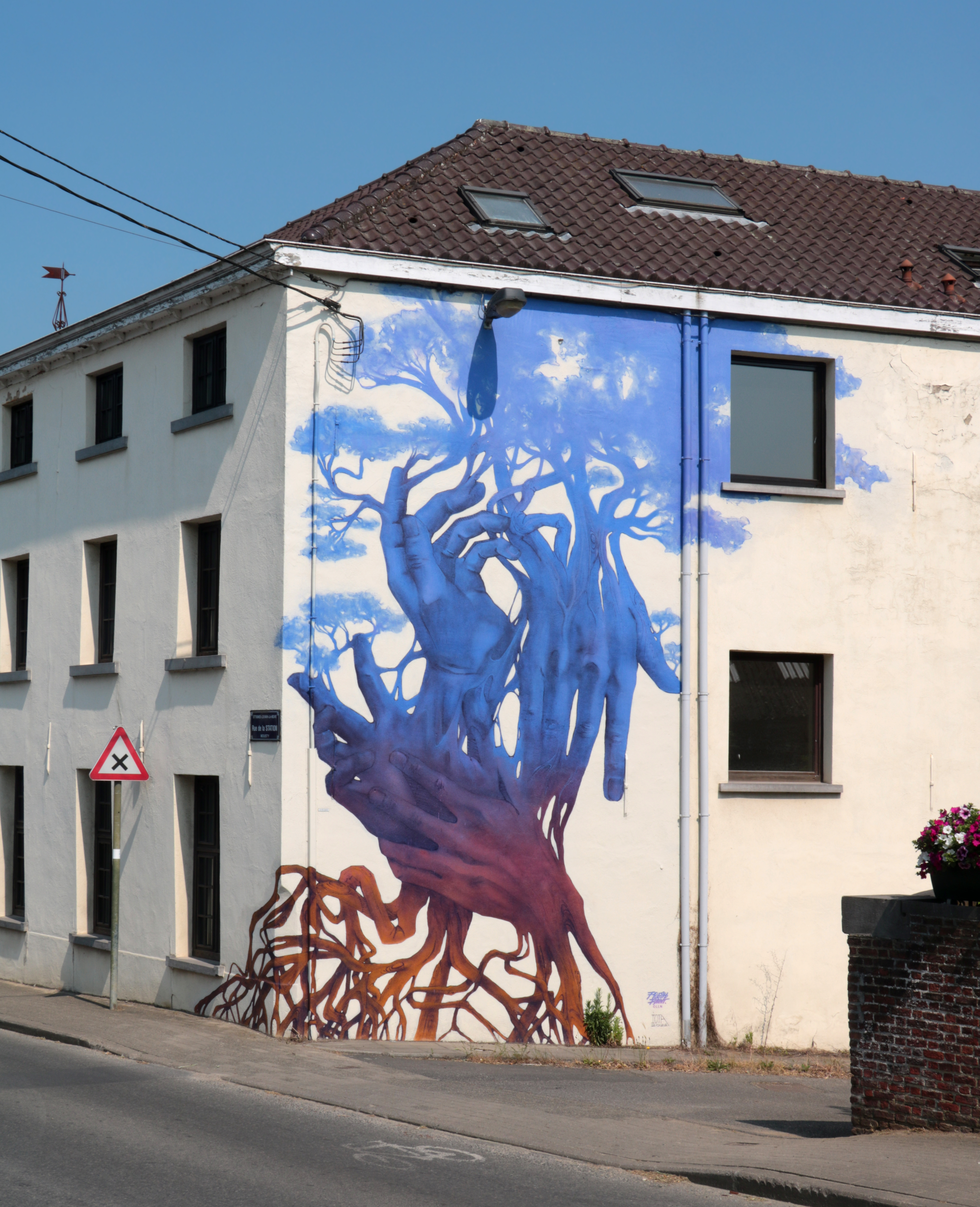
L'arbre de vie (Iota).
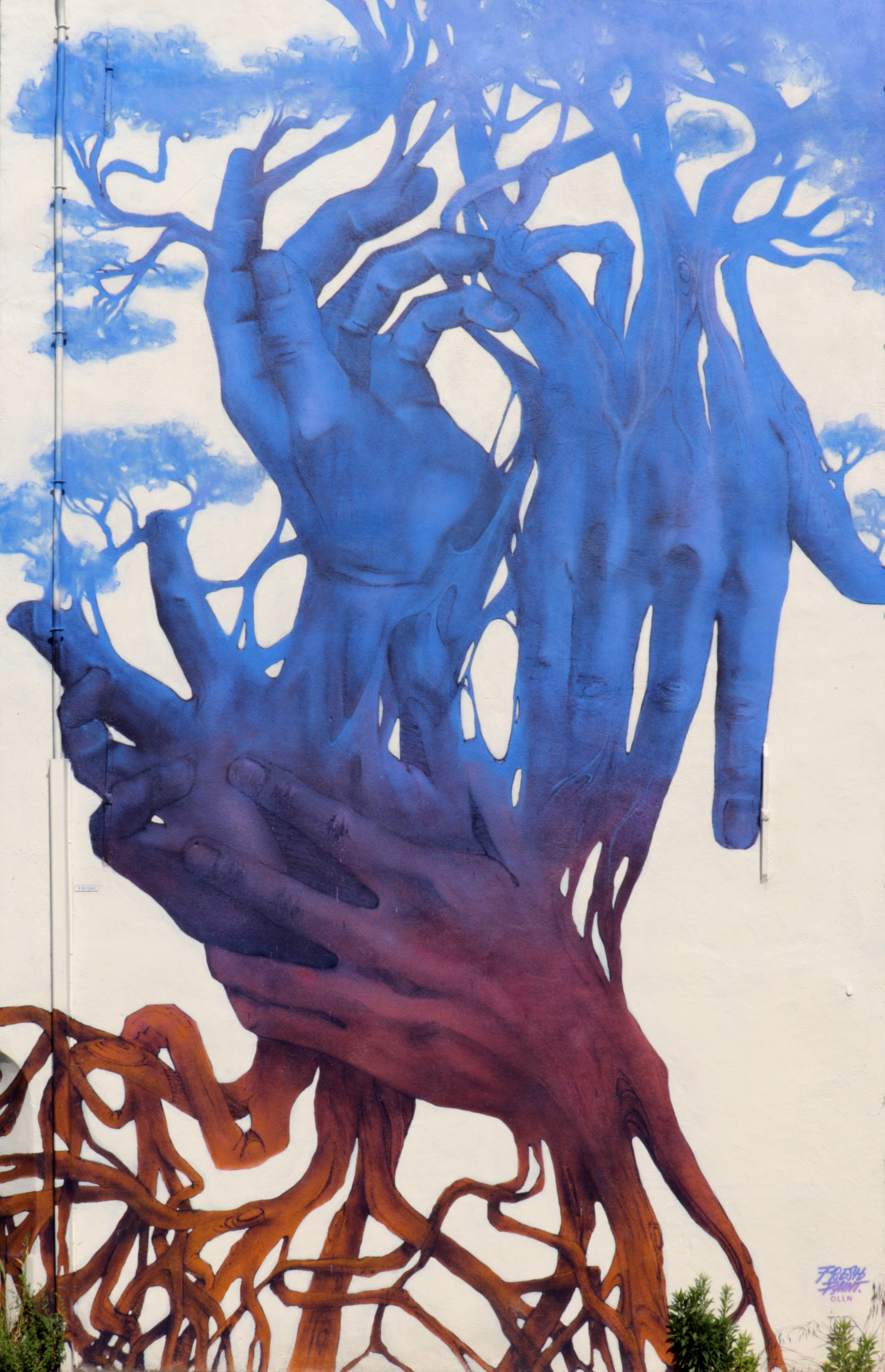
L'arbre de vie (détail).
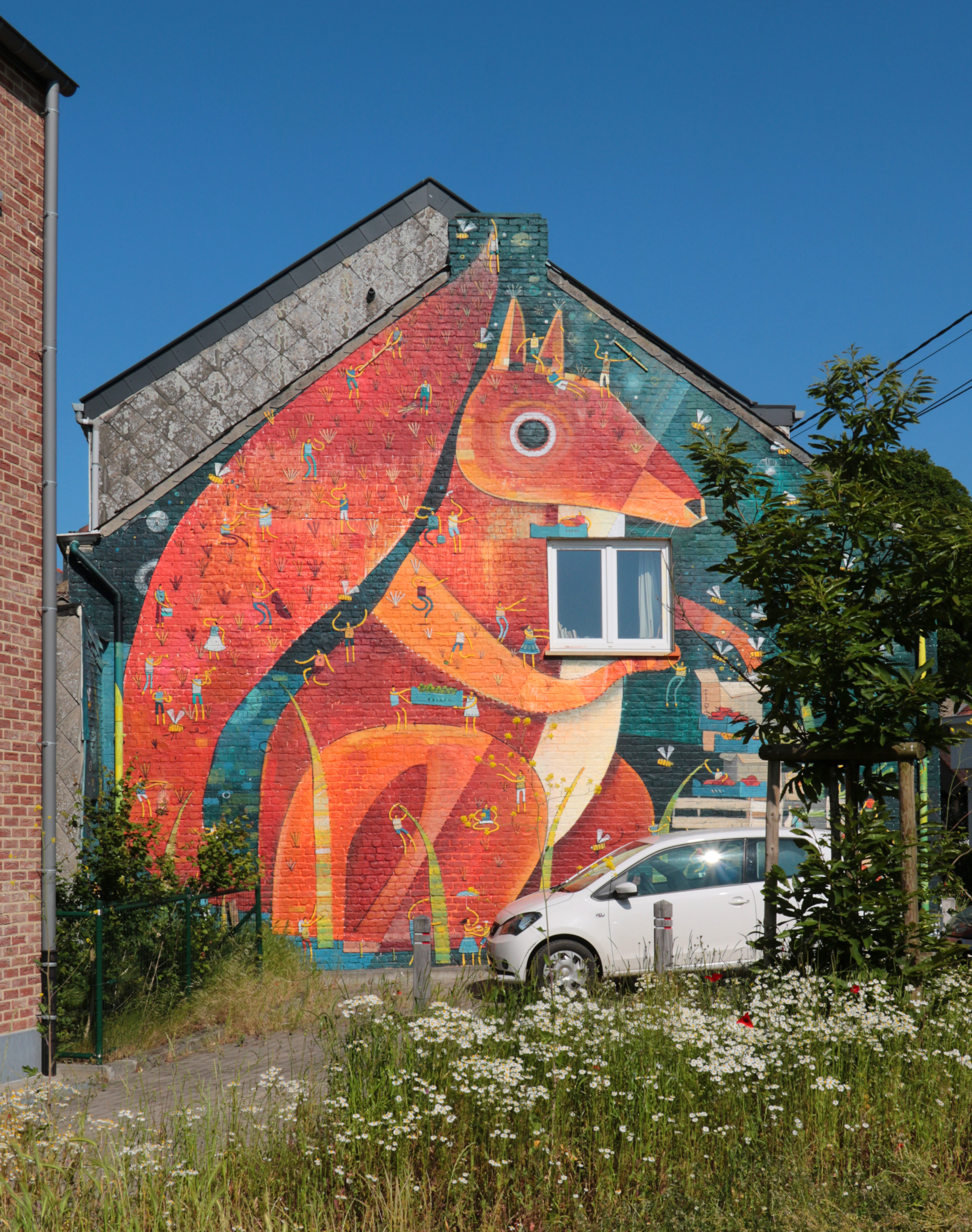
Le P'tit Maga (Adec).
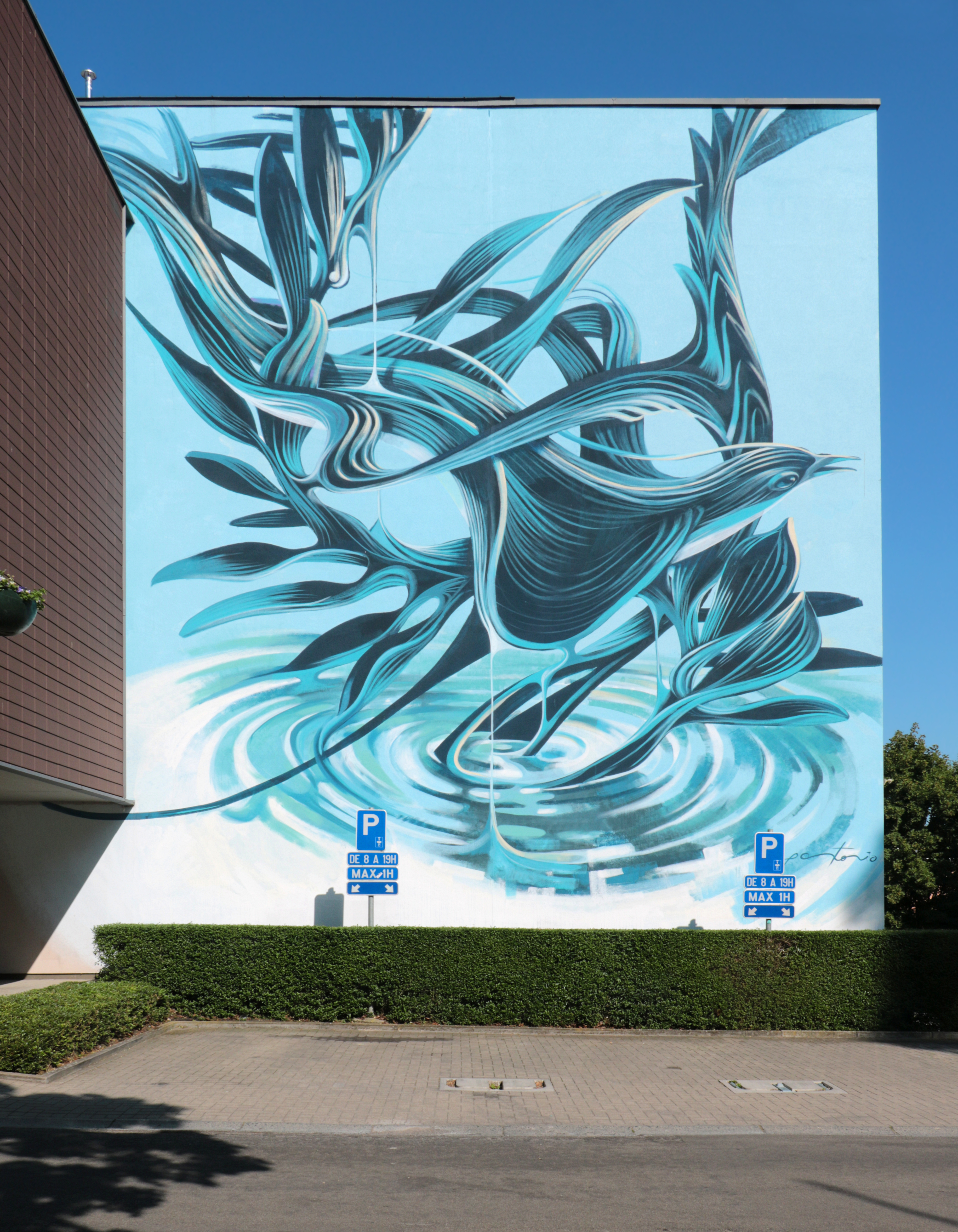
Pantonio.
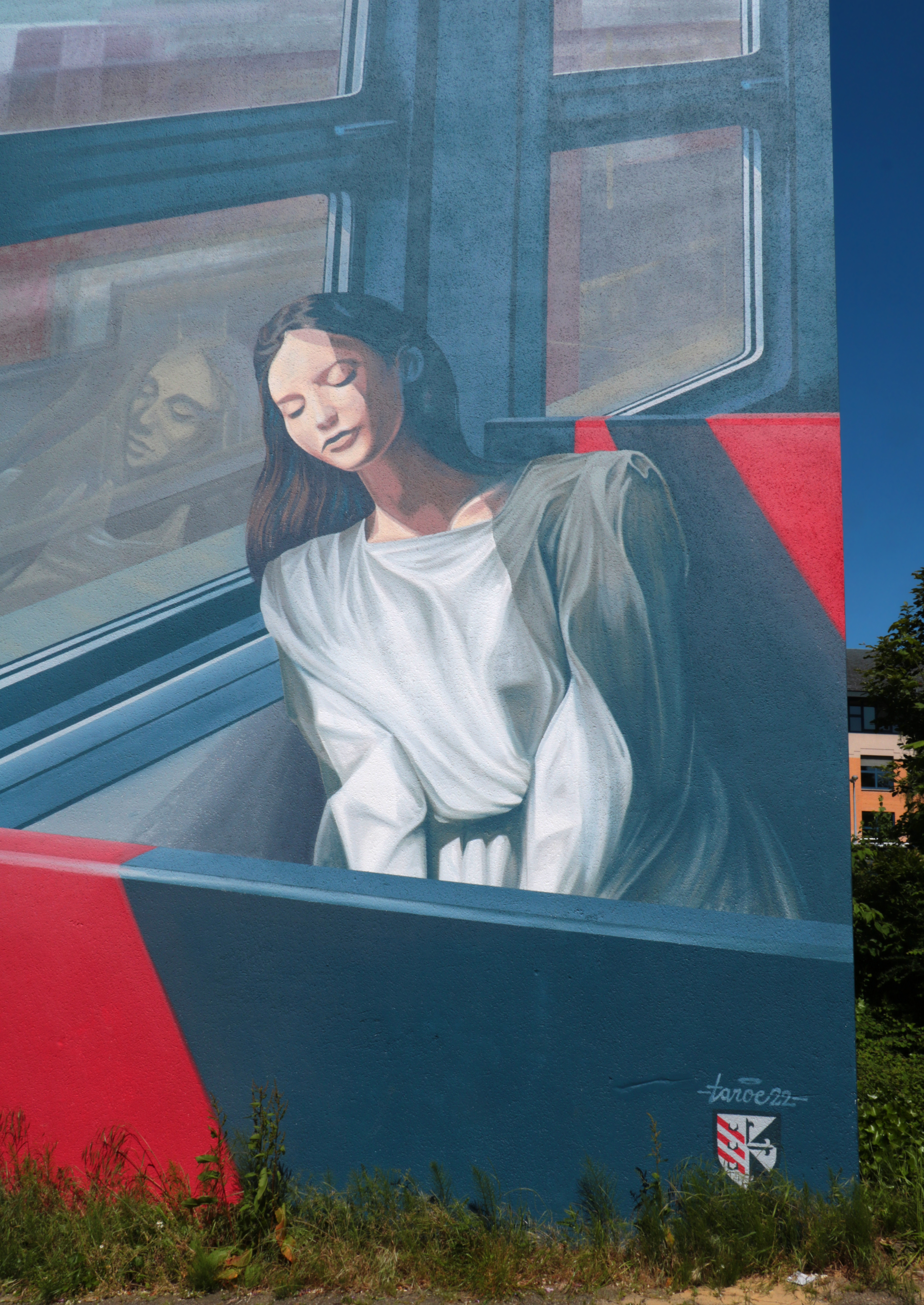
Taroe.

#### Fresque de la chaussée de la Croix
Un emplacement de stationnement situé sur le côté de la chaussée de la Croix qui monte d'Ottignies vers Louvain-la-Neuve est orné d'une longue fresque réalisée par 5 jeunes artistes de l'association La Chaloupe,.
« On a voulu réaliser une représentation graphique de Louvain-la-Neuve avec une pieuvre qui traverse la fresque » explique Thomas, l'animateur de ce groupe de graffeurs.
On découvre sur cette fresque divers éléments de la commune : la gare d'Ottignies, le Musée L reconnaissable à ses grands pilastres en béton brut en forme d'équerre typiques de l'architecture brutaliste, la maison des jeunes de Louvain-la-Neuve « Chez Zelle », ainsi qu'une énorme pieuvre, symbole de cette maison des jeunes.
Les peintures murales situées à droite de cette longue fresque représentent un bus, un train de la SNCB qui assure la liaison Ottignies - Louvain-la-Neuve ainsi qu'un train-jouet à vapeur qui sort d'un tunnel et qui porte sur son tender le logo du festival Fresh Paint OLLN, surmonté d'un grand oiseau vert. 

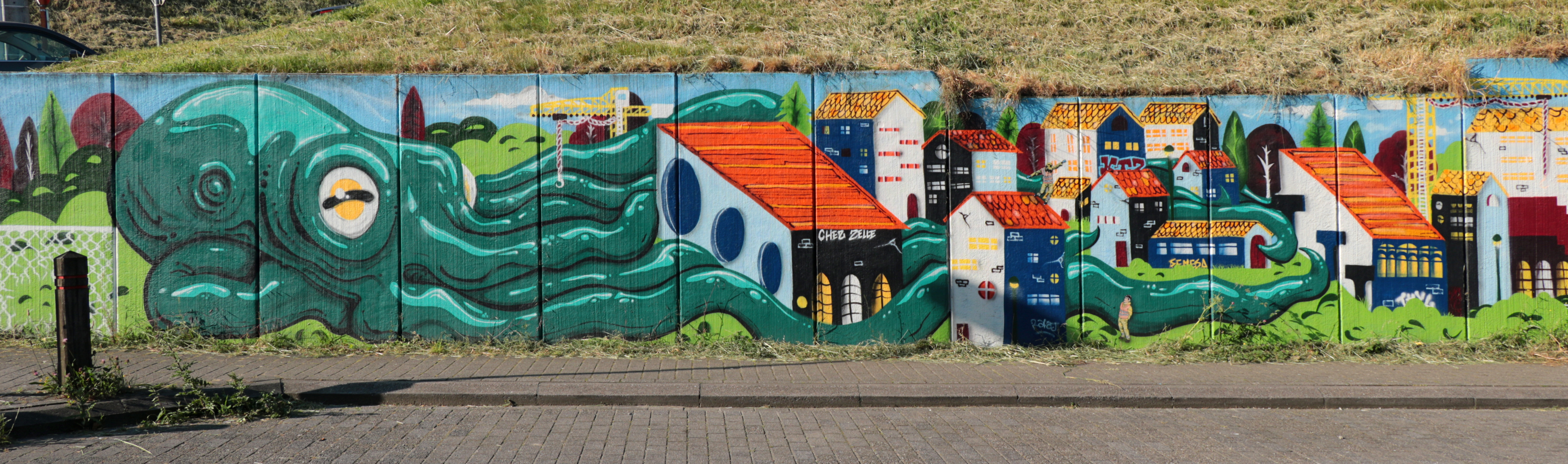
La pieuvre qui enserre la maison des jeunes « Chez Zelle » et la ville de Louvain-la-Neuve, jusqu'au Musée L à droite.
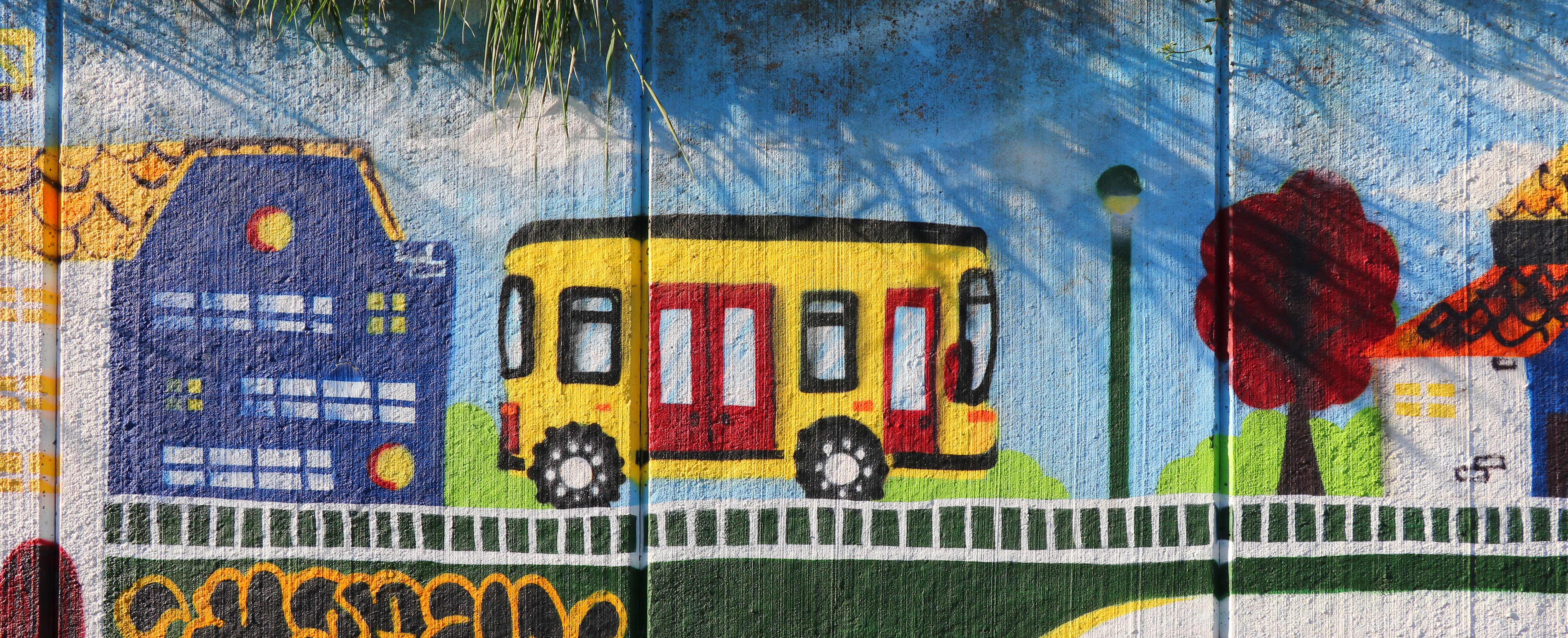
Le bus.
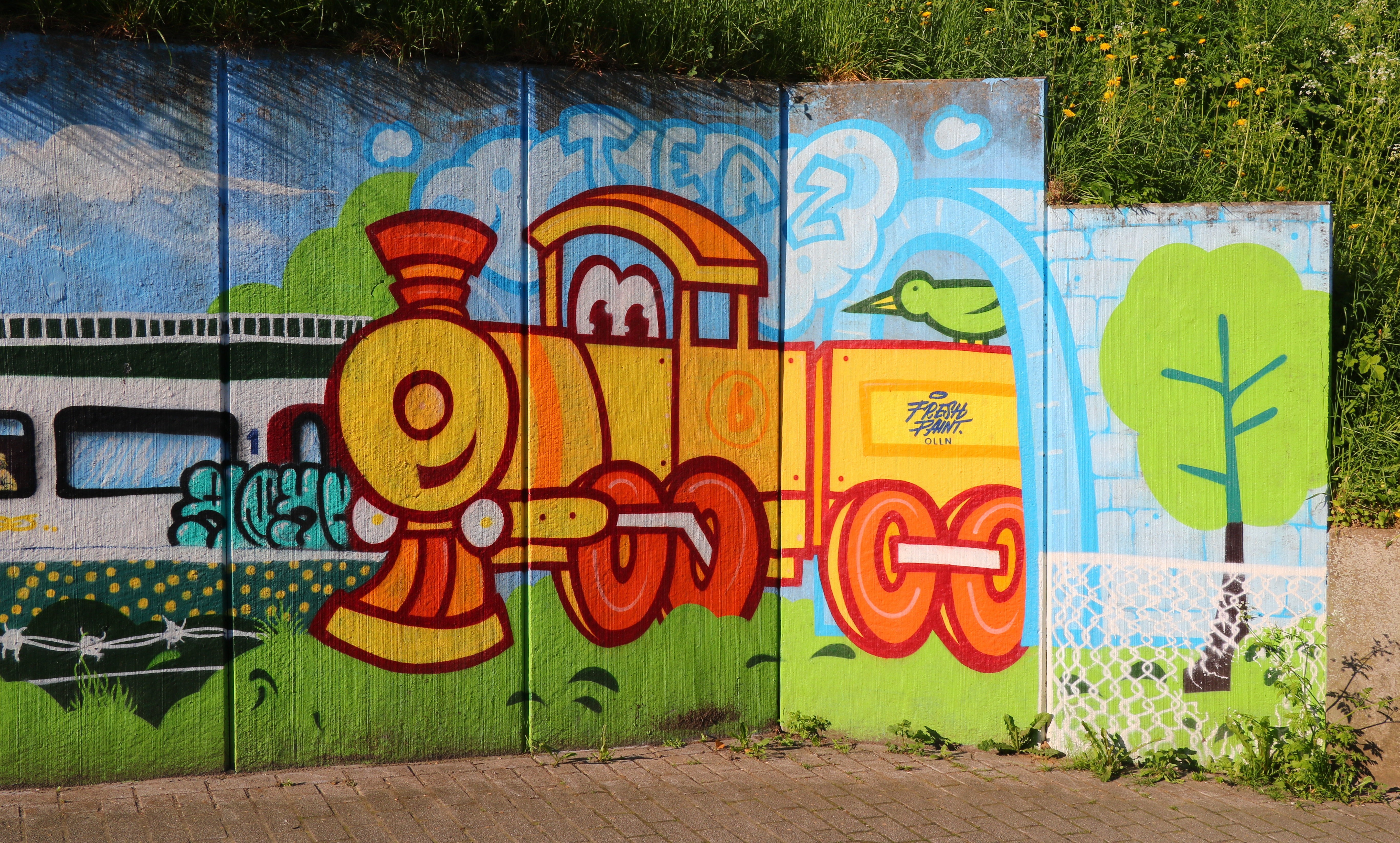
Le train-jouet qui orne la partie droite de la fresque.

#### Pochoirs de Jaune
Le travail de pochoir de Jaune, artiste belge originaire de Beauvechain, met en scène de manière humoristique les ouvriers de la voirie. Jaune entend mettre en évidence ces ouvriers qui évoluent en arrière-plan  de manière presque invisible alors qu'ils portent des tenues fluorescentes.
Jaune est intervenu sur la fresque de la chaussée de la Croix à Ottignies mentionnée plus haut, ainsi qu'en 8 endroits de la cité universitaire de Louvain-la-Neuve, comme la gare, la maison des jeunes « Chez Zelle », le restaurant universitaire de la place Galilée et le parapet du Pont-Neuf qui mène au Cercle Agro, où il a représenté deux ouvriers communaux qui se reposent en faisant sécher leurs vêtements de travail.

Pochoirs de Jaune
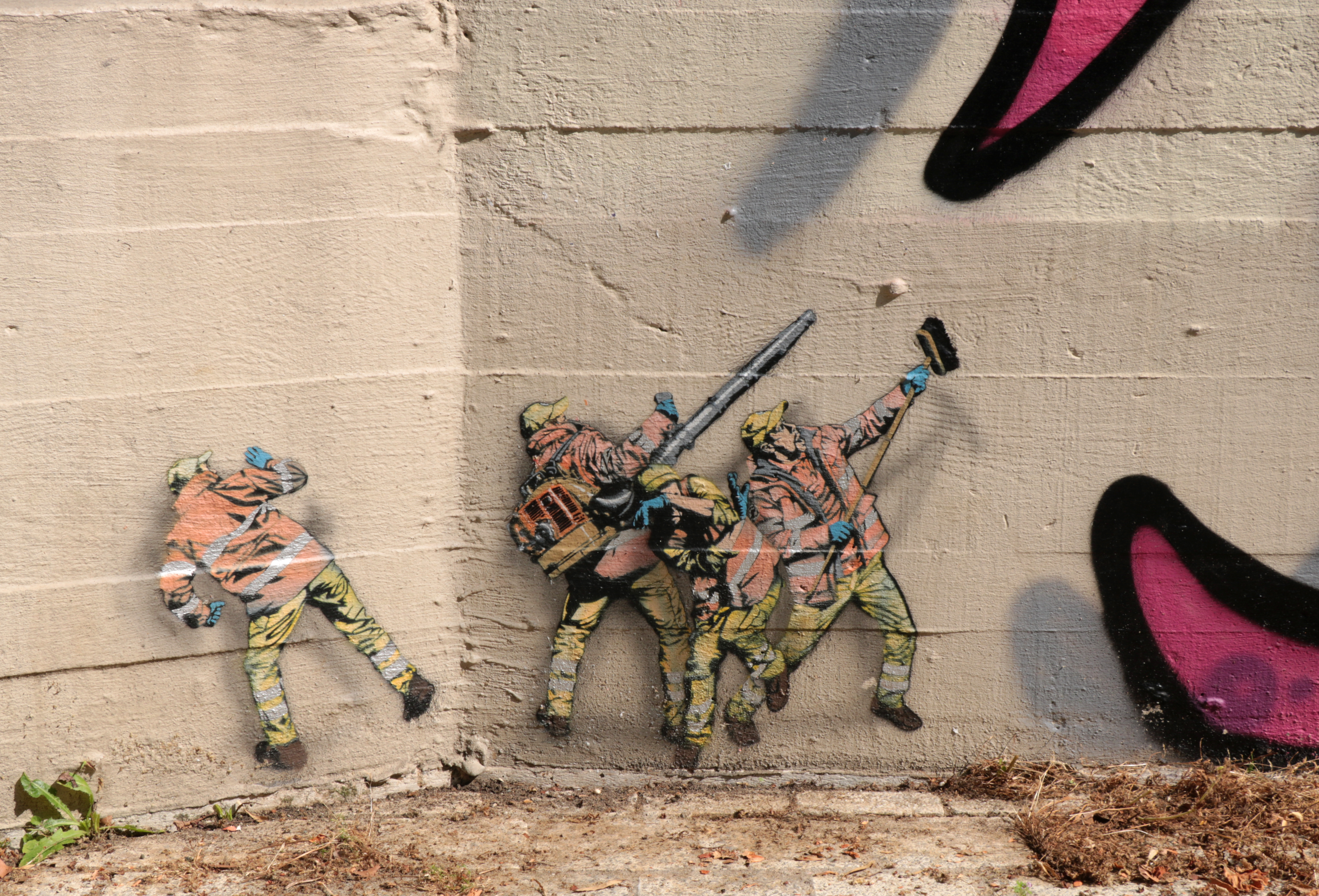
Restaurant universitaire.
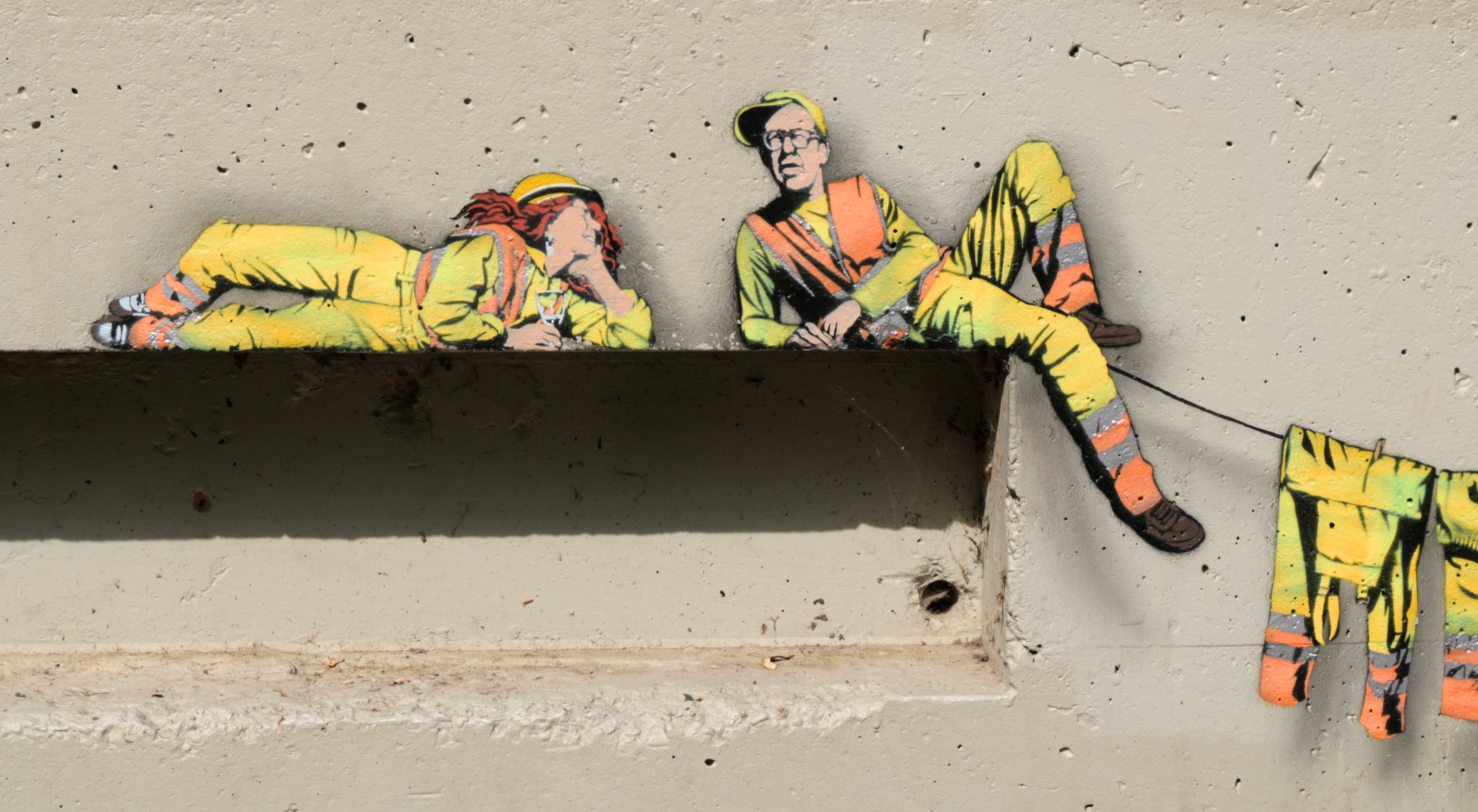
Pont-Neuf.
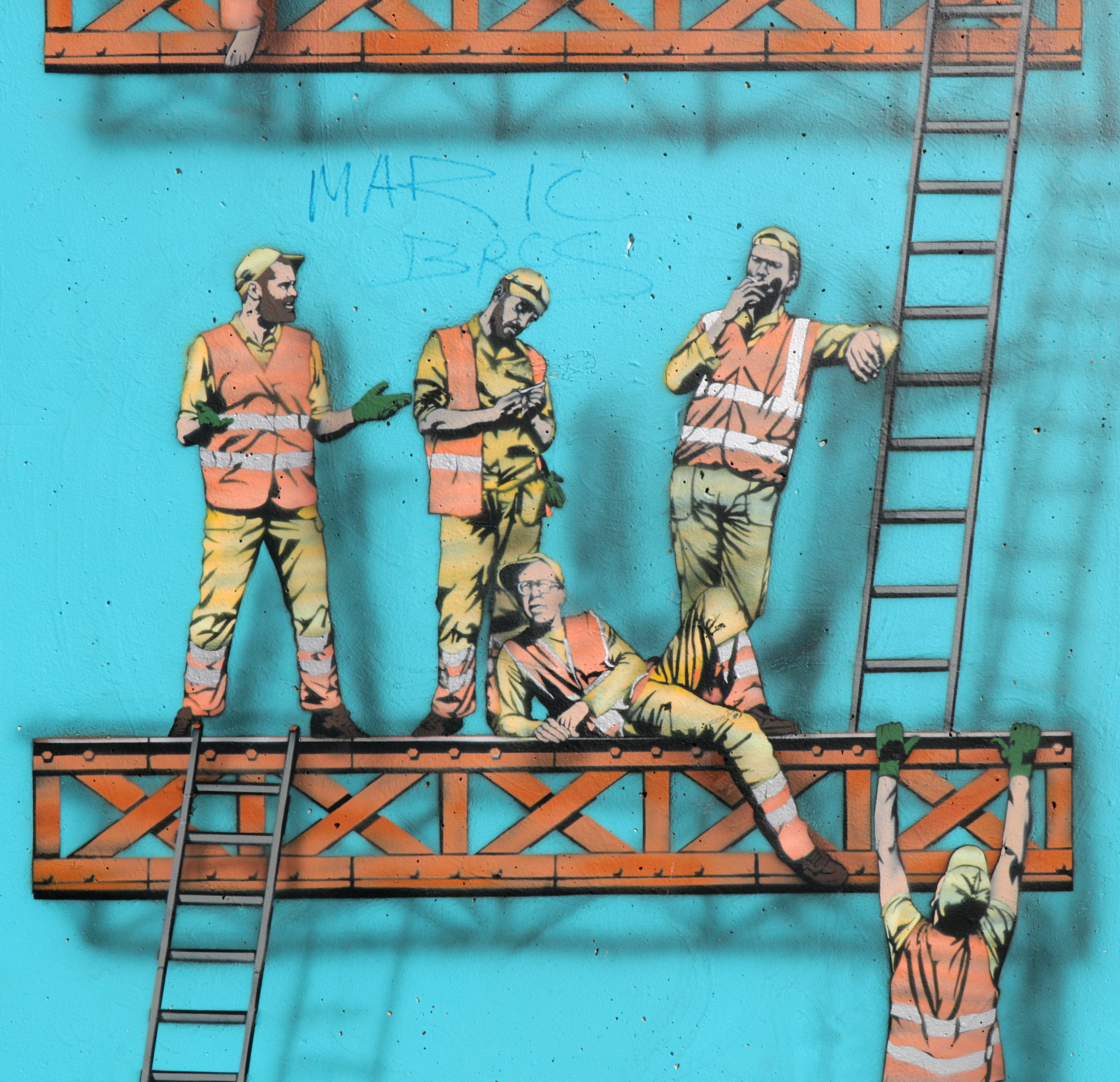
Gare de Louvain-la-Neuve.
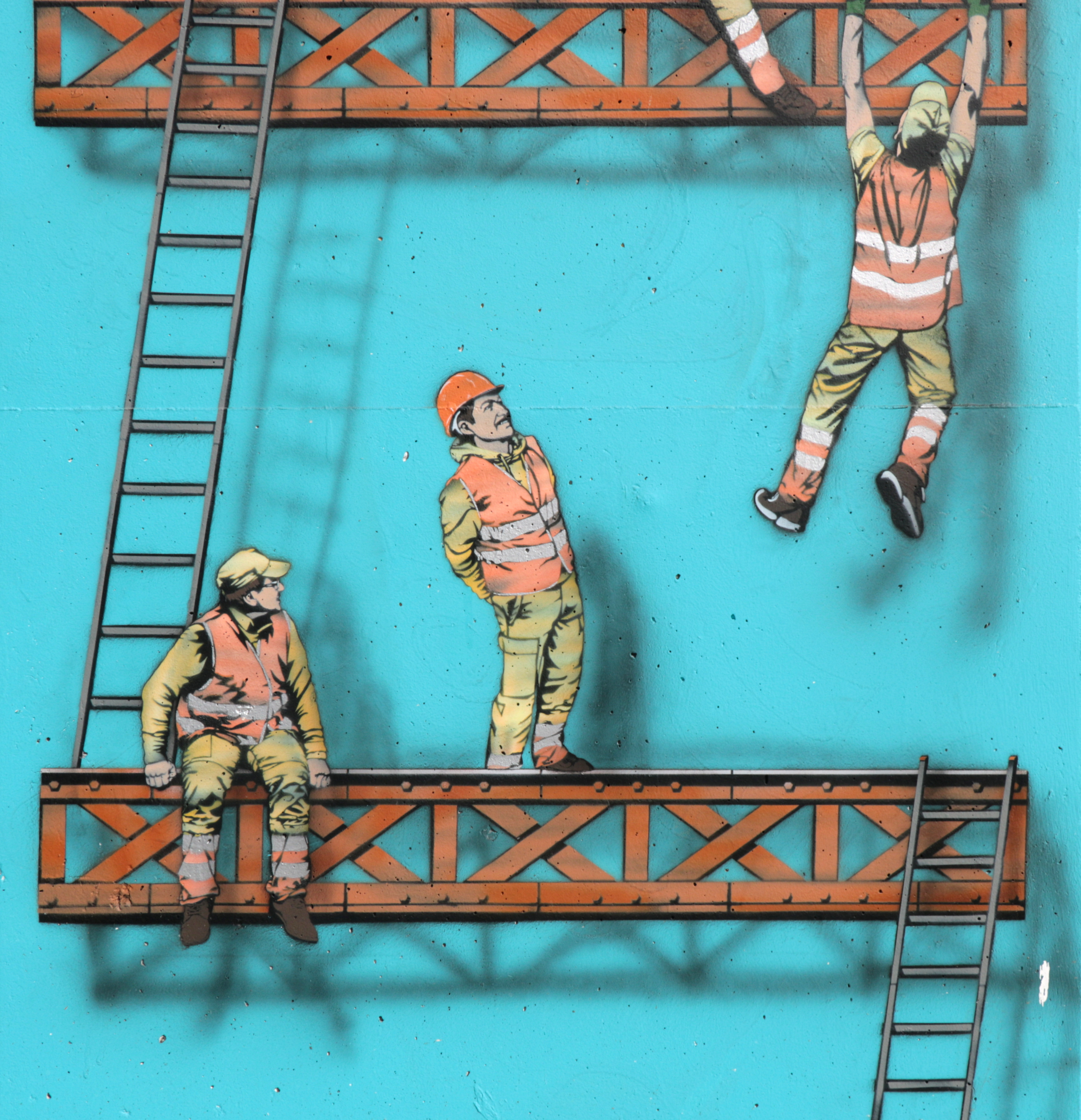
Gare de Louvain-la-Neuve.
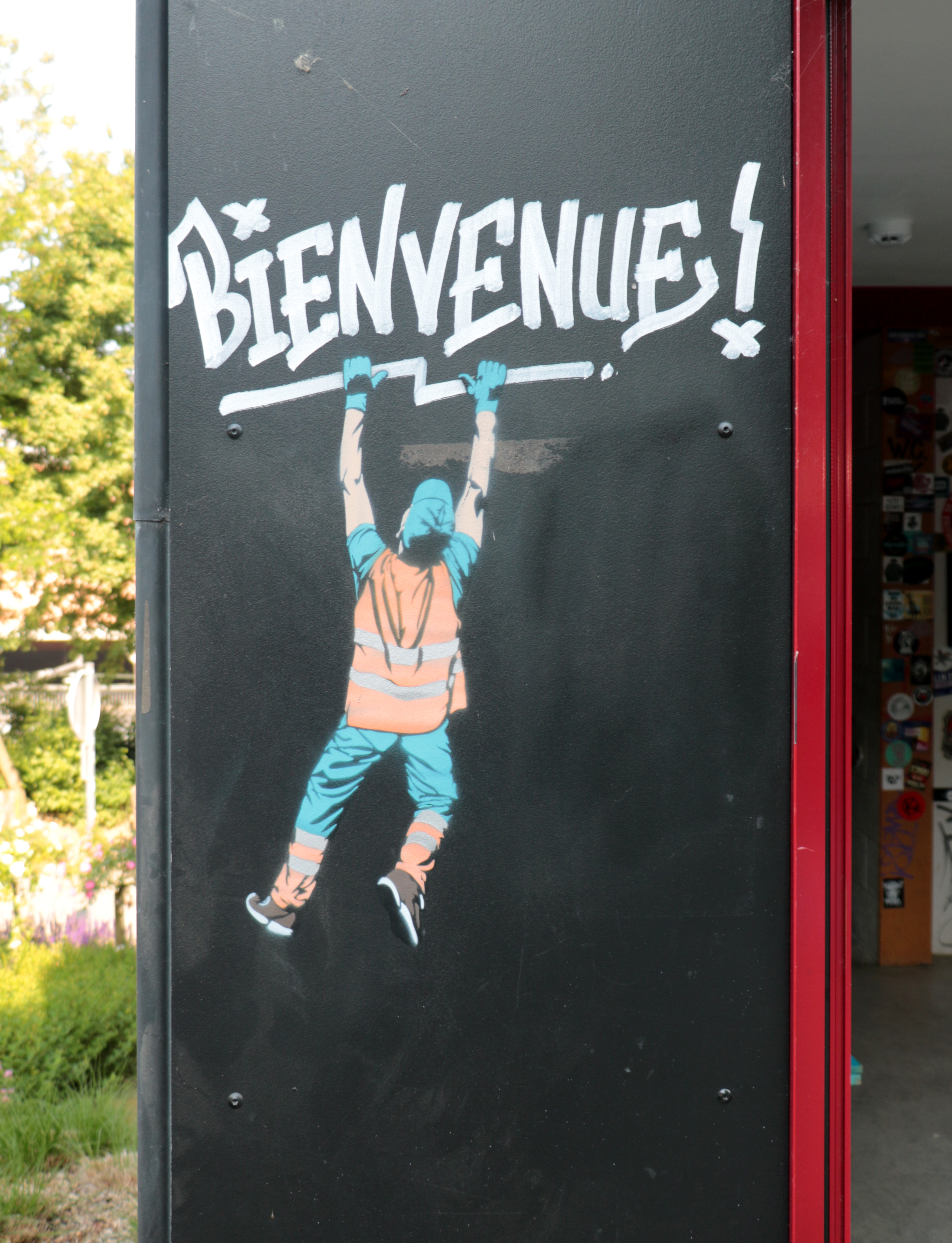
Maison des jeunes « Chez Zelle ».
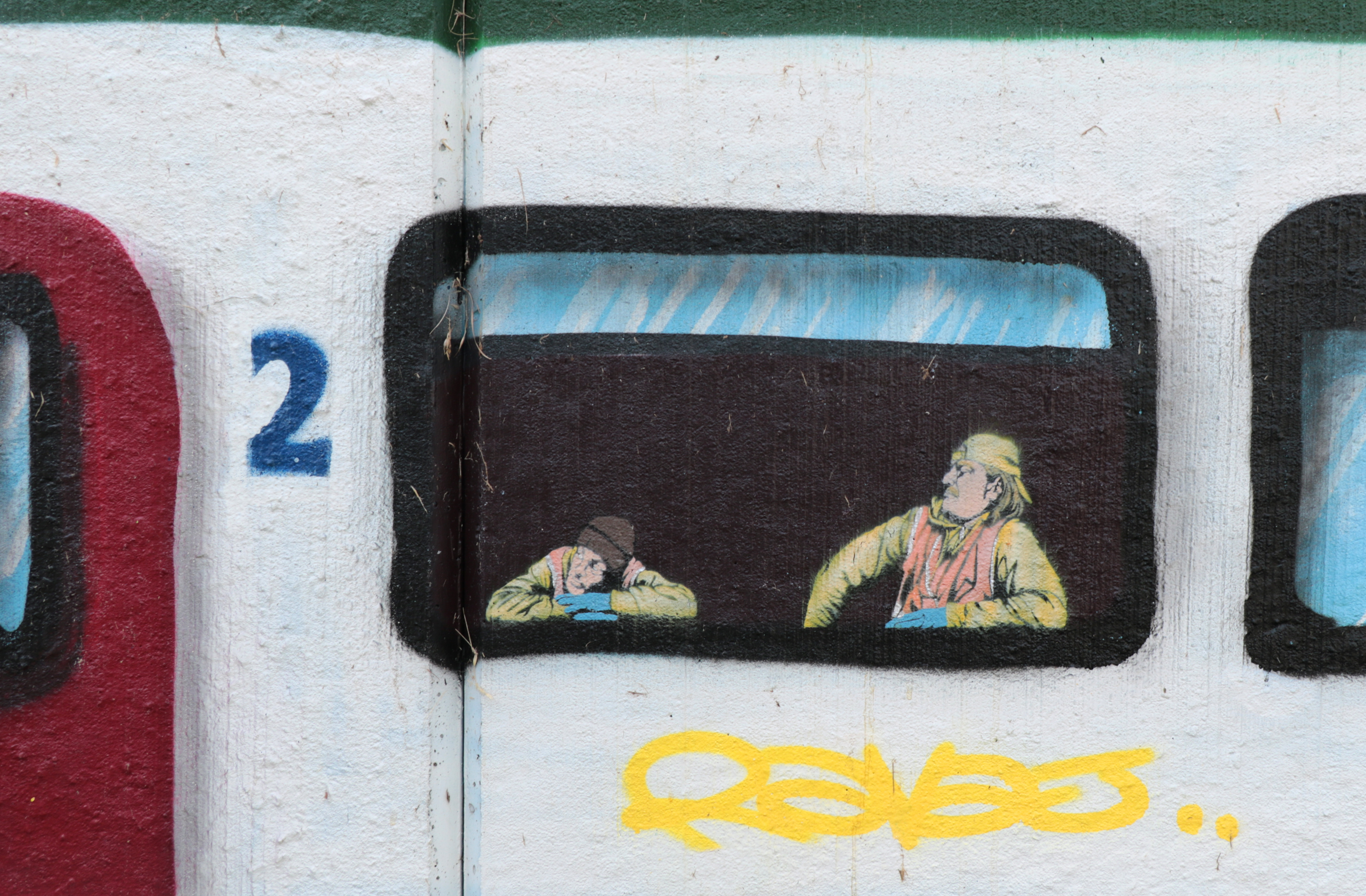
Chaussée de la Croix : ouvriers dans le train.

#### Gare de Louvain-la-Neuve
À la gare de Louvain-la-Neuve, le collectif Farm Prod a d'abord du s'assurer l'intervention de la SNCB pour restaurer les murs du quai no 1 qui souffraient d'infiltration d'eau et étaient couverts de mousse : « Les murs ont plus de 40 ans, les fresques ne tiennent pas sur pareil support » précise Fred Lebbe.
Après le nettoyage des fresques qui dataient du Kosmopolite Art Tour 2015, ce mur a été orné d'une fresque de 150 m de long représentant des wagons de tous les styles et de toutes les couleurs peints par les artistes suédois Delicious Brains, suisse Tones, belgo-mexicain Bué The Warrior et belges Johnny Boy et Resto ainsi que par le collectif belge Les Crayons,,.
Bué The Warrior et Resto ont représenté un train du futur, rempli de squelettes humains et d'une végétation qui a repris ses droits.

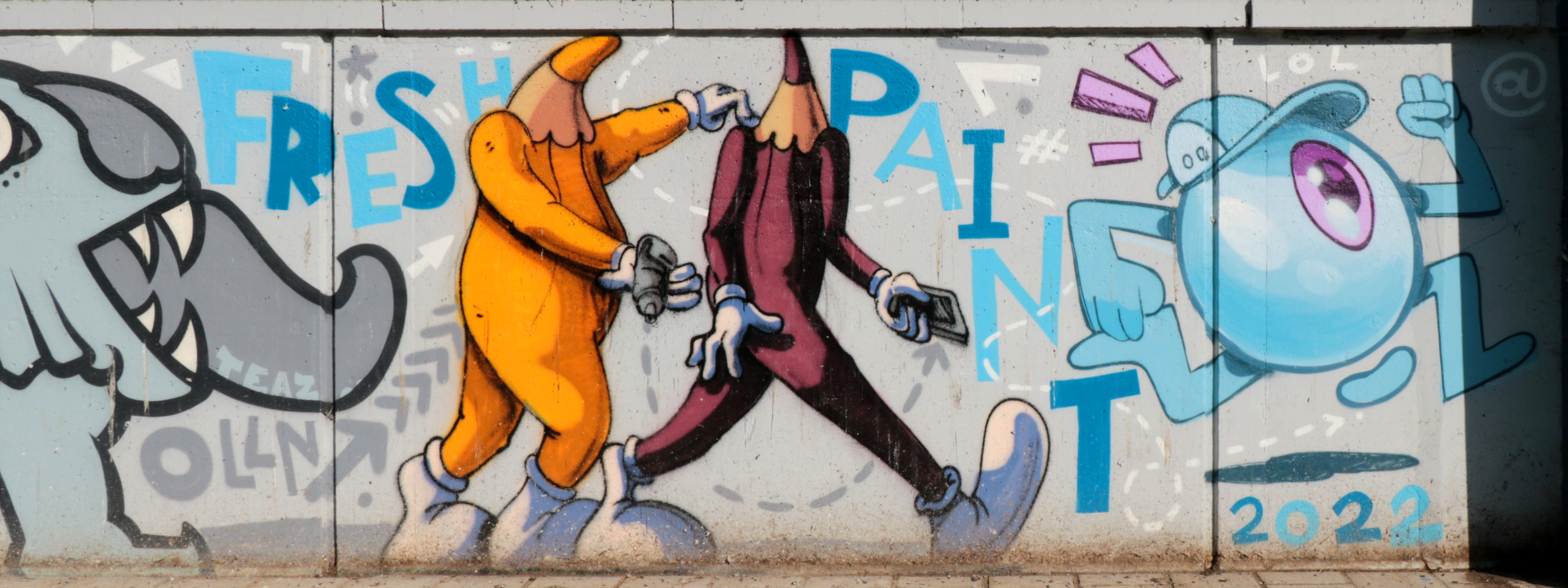
Les Crayons.
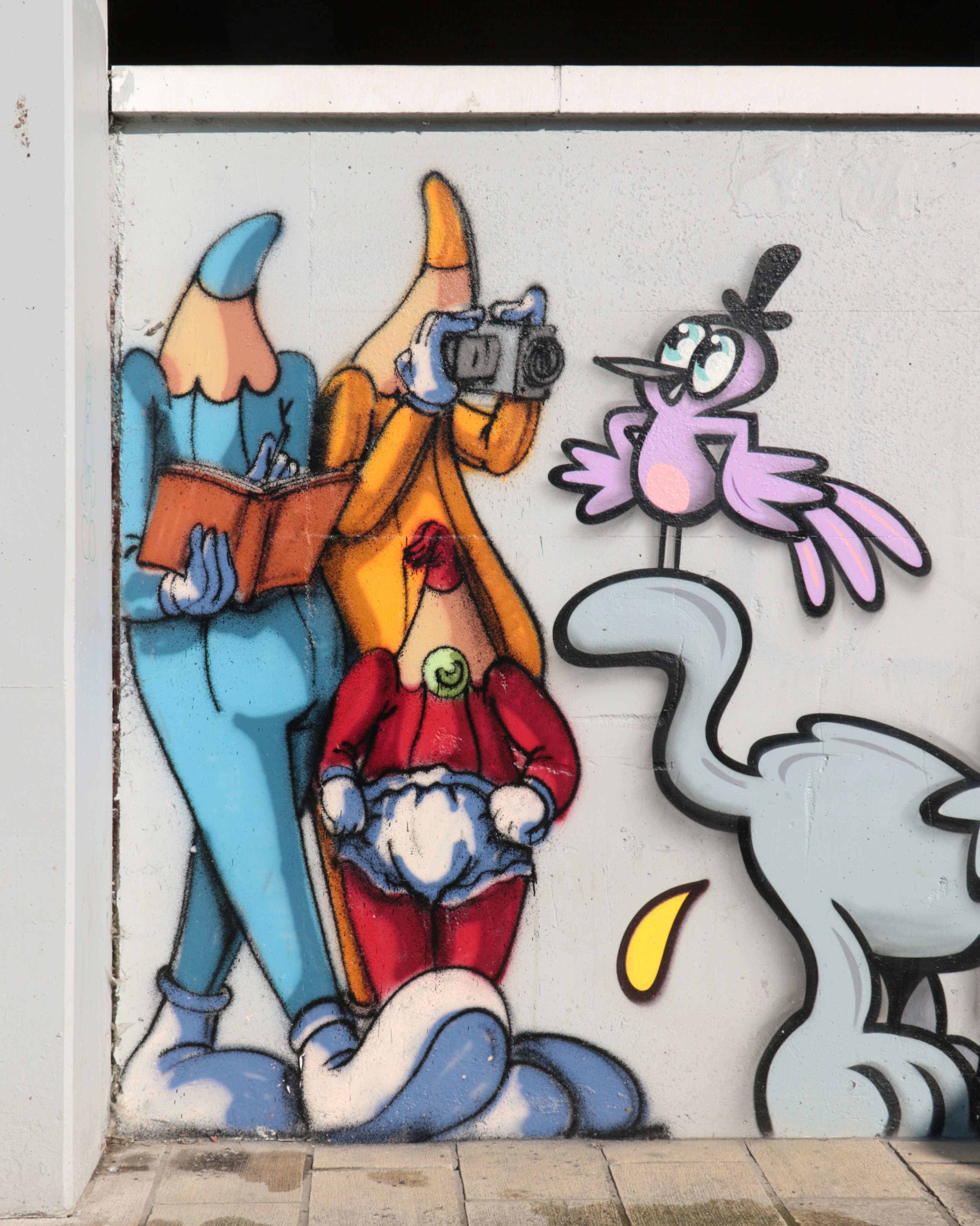
La famille Crayon.
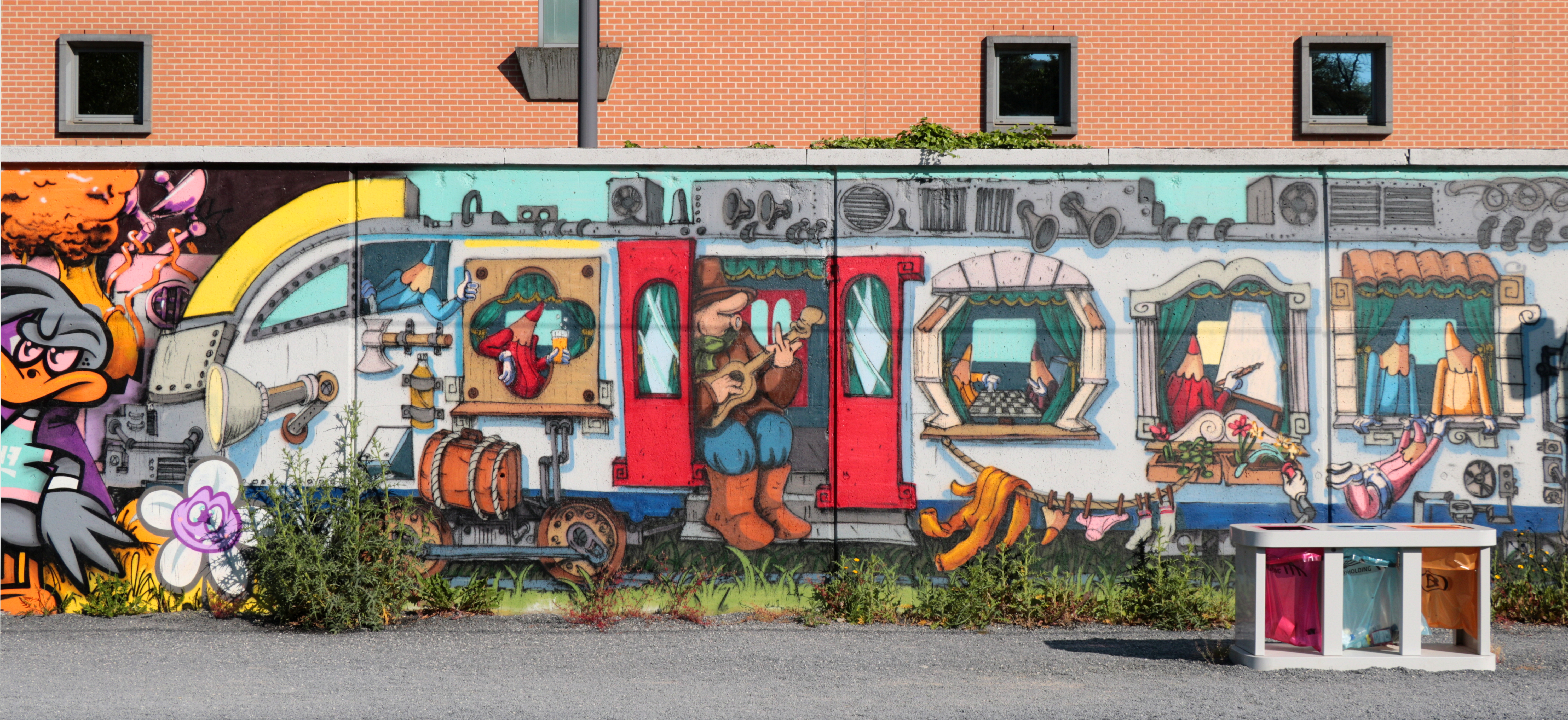
Les Crayons à bord du train.
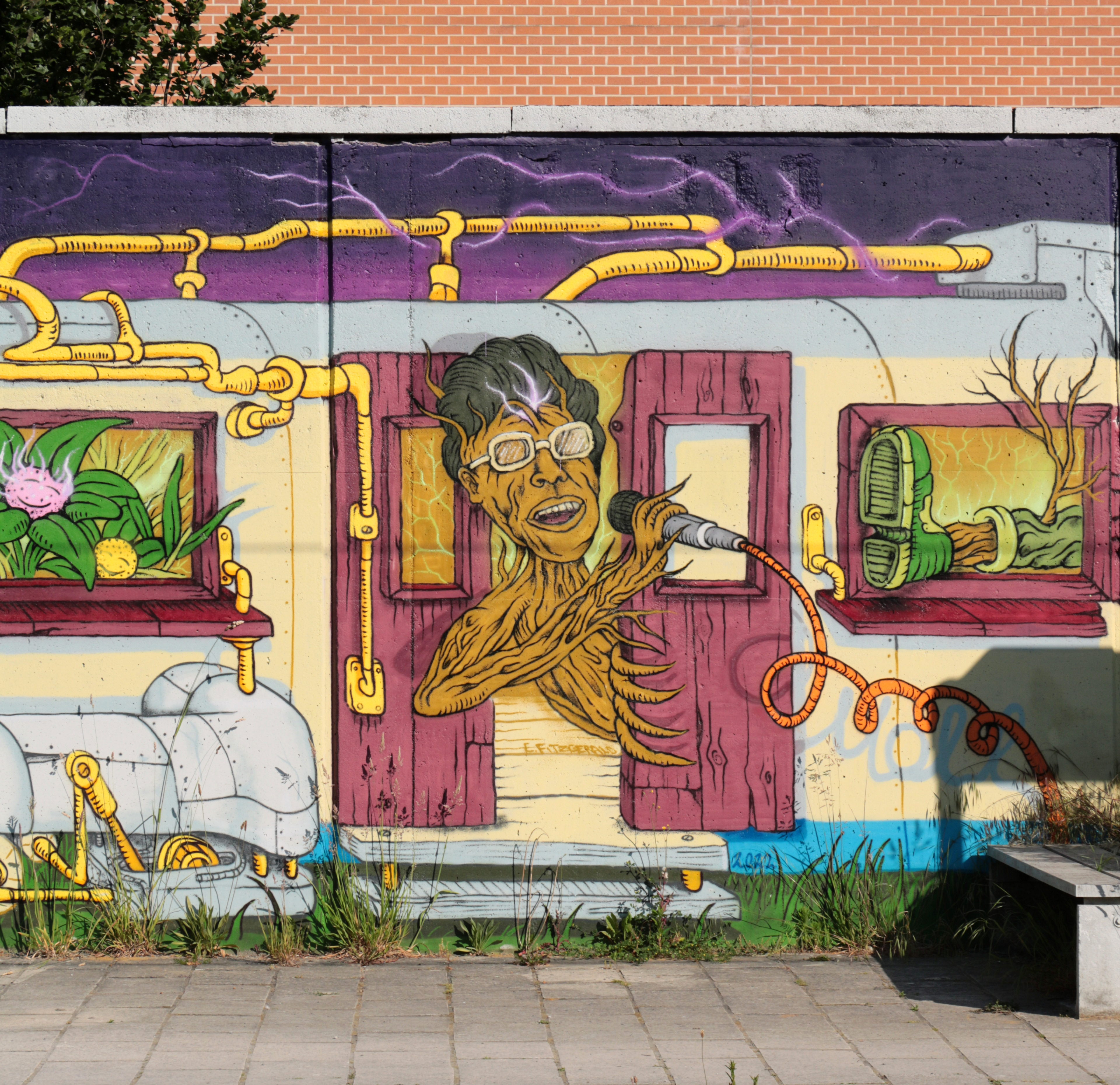
Le train du futur.

### Œuvres du projet Fresh Paint OLLN à partir de 2023
Le projet Fresh Paint prévoit qu'une nouvelle fresque vienne chaque année enrichir le patrimoine Street Art de la ville.

#### Maison de la Citoyenneté

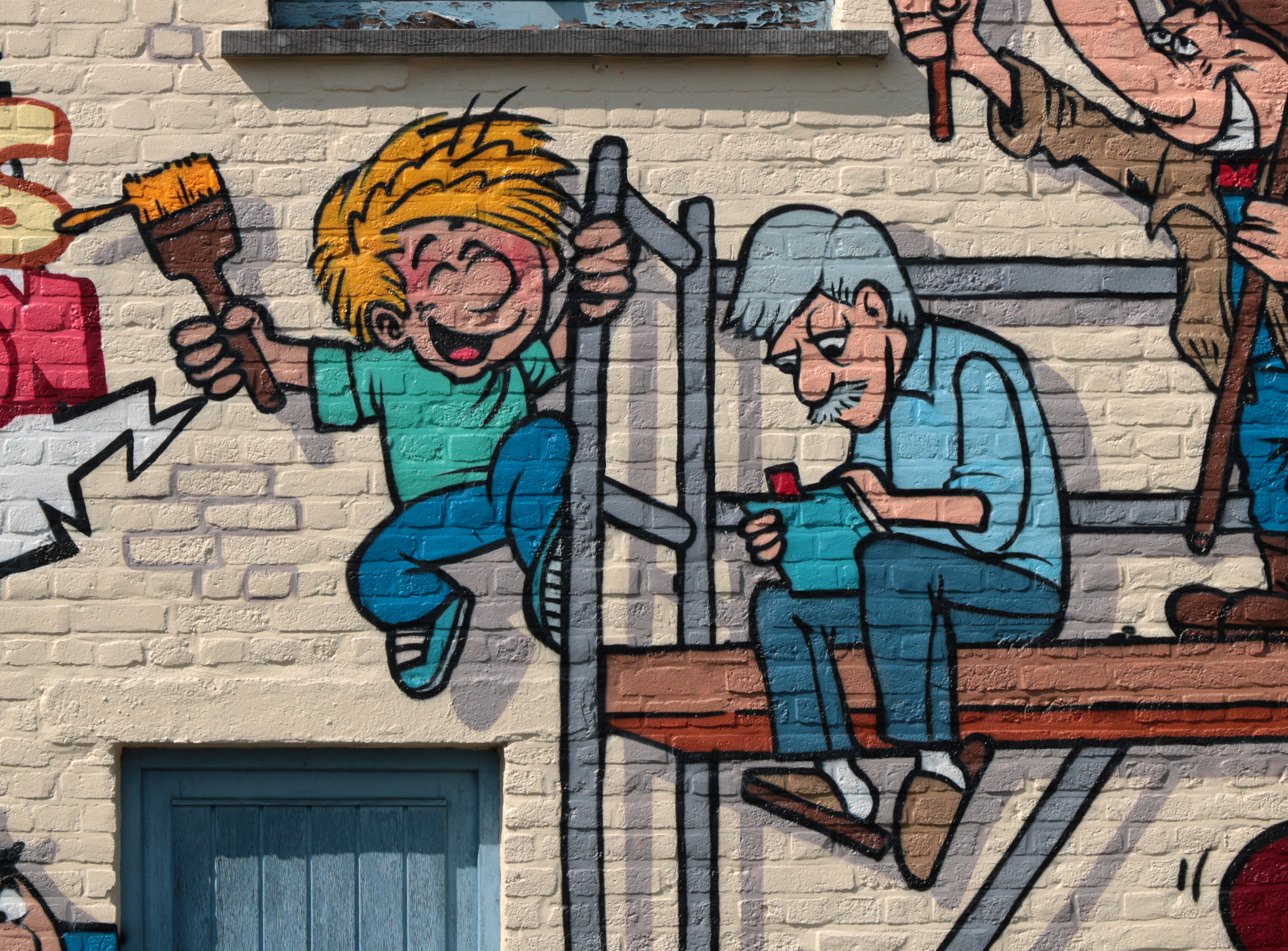
Cédric et son grand-père, qui ressemble au scénariste Raoul Cauvin.

En avril 2023, la façade de la Maison de la Citoyenneté, située 15 rue des Deux Ponts à Ottignies, est ornée par le collectif Farm Prod d'une fresque qui rend hommage au scénariste de bande dessinée Raoul Cauvin, décédé le 19 août 2021, qui fut membre du jury du « Prix Diagonale BD » organisé par la Ville. L'échevin de la Culture d'Ottignies-Louvain-la-Neuve rappelle que Raoul Cauvin a été un des membres fondateurs de ce prix créé par la Ville d'Ottignies-Louvain-la-Neuve : « Comme il était membre du jury, il n'a pas pu obtenir le prix. Le prix Diagonale, devenu prix Rossel, a pris tellement d'ampleur qu'il a dépassé les frontières de notre commune. Nous l'avons délaissé et demandé à la province du Brabant wallon si elle était prête à migrer son intervention financière vers le street art. Nous avons reçu une réponse positive ».
Sur cette fresque, Fred Lebbe, Arnaud Debal, Nelson Dos Reis, Guillaume Desmarets et Alexis Corrand (les 5 membres du collectif Farm Prod) ont représenté Raoul Cauvin lui-même, sous les traits du grand-père de Cédric assis sur un échafaudage, un carnet à la main, entouré des personnages des bandes dessinées dont il fut le scénariste :  Cédric, l'Agent 212, les Tuniques bleues, les Femmes en blanc, Cupidon, Sammy, Pierre Tombal, Les Psy, les Voraces, Les Naufragés, etc. Plusieurs de ces personnages sont en train de réaliser une fresque, avec un pinceau, un rouleau, un spray ou un pot de peinture à la main. Les membres du collectif ont utilisé de la peinture acrylique pour le fond et des aérosols pour la plupart des personnages.
« Nous n'avons jamais rencontré Raoul Cauvin mais nous avons vécu avec ses héros sans savoir qu'ils venaient tous du même scénariste. L'Agent 212, Cédric et les Femmes en blanc faisaient partie de la bibliothèque familiale » explique Guillaume Desmarets, du collectif Farm Prod : « Nous avions d'abord pensé faire un portrait. Mais ça ne pouvait pas convenir pour l'homme discret qu'il était. Le projet que nous avons retenu laisse plus de place à l'imaginaire.  C'est aussi un hommage au street art, par le fait que les personnages sont en train de peindre sur un mur »,. 
La fresque est inaugurée le 23 juin 2023 en présence de la famille de Raoul Cauvin, de ses amis dont le scénariste et dessinateur de bande dessinée Bernard Hislaire (Yslaire), des artistes du collectif Farm Prod, de l'échevin de la Culture d'Ottignies-Louvain-la-Neuve, de représentants des éditions Dupuis et du président du Collège provincial du Brabant wallon,. Éric Cauvin, le fils du scénariste, et son épouse Isabelle sont émus : « Je suis très fier, je trouve que la fresque est magnifique. Cela me fait vraiment plaisir qu'on pense à mon père et à tout ce qu'il a fait. Nous avions vu le projet mais pas la réalisation. C'est gai, lumineux, joyeux ! »,.
La fresque d'Ottignies s'ajoute à d'autres hommages rendus au scénariste comme le square Raoul Cauvin à Antoing (la ville natale du scénariste), les rond-points « Tuniques Bleues » et « Godaille et Godasse » à Tamines, la statue de l'Agent 212 à Middelkerke ainsi que plusieurs vitrines du musée du sport et de la BD dans les couloirs du complexe sportif de Blocry,.

Hommage à Raoul Cauvin sur la façade de la Maison de la Citoyenneté à Ottignies
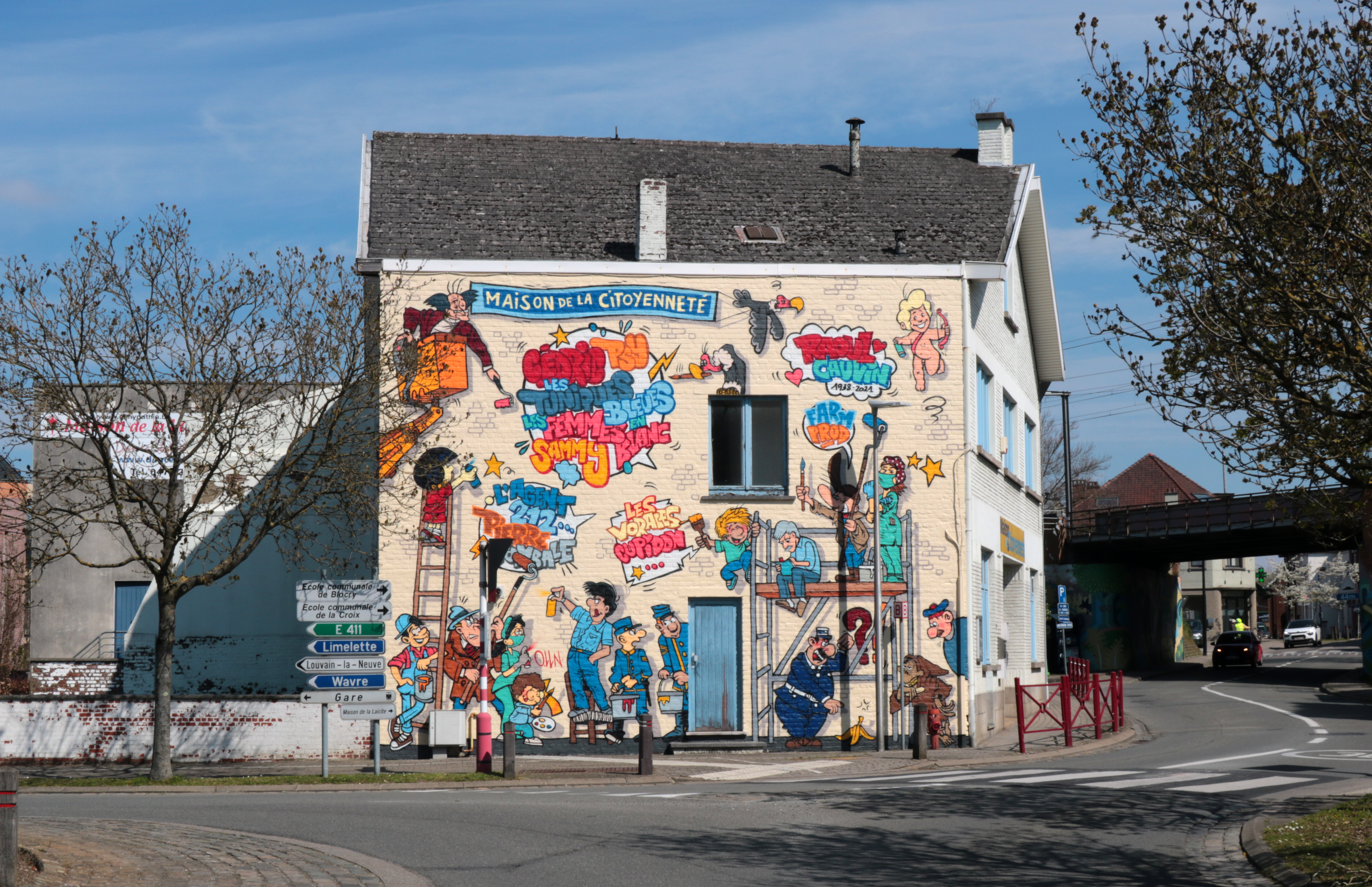
La Maison de la Citoyenneté.
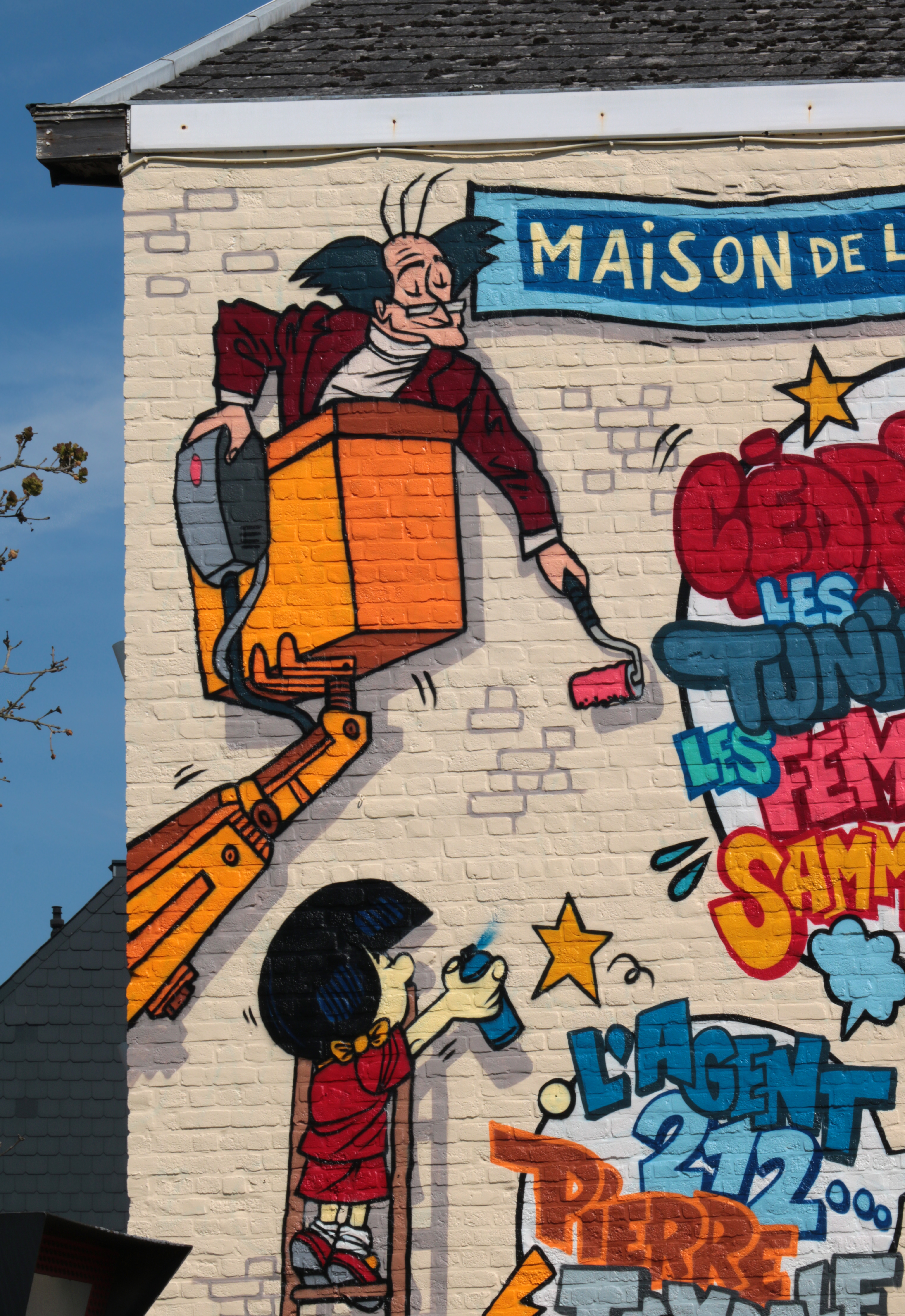
Les Psy.
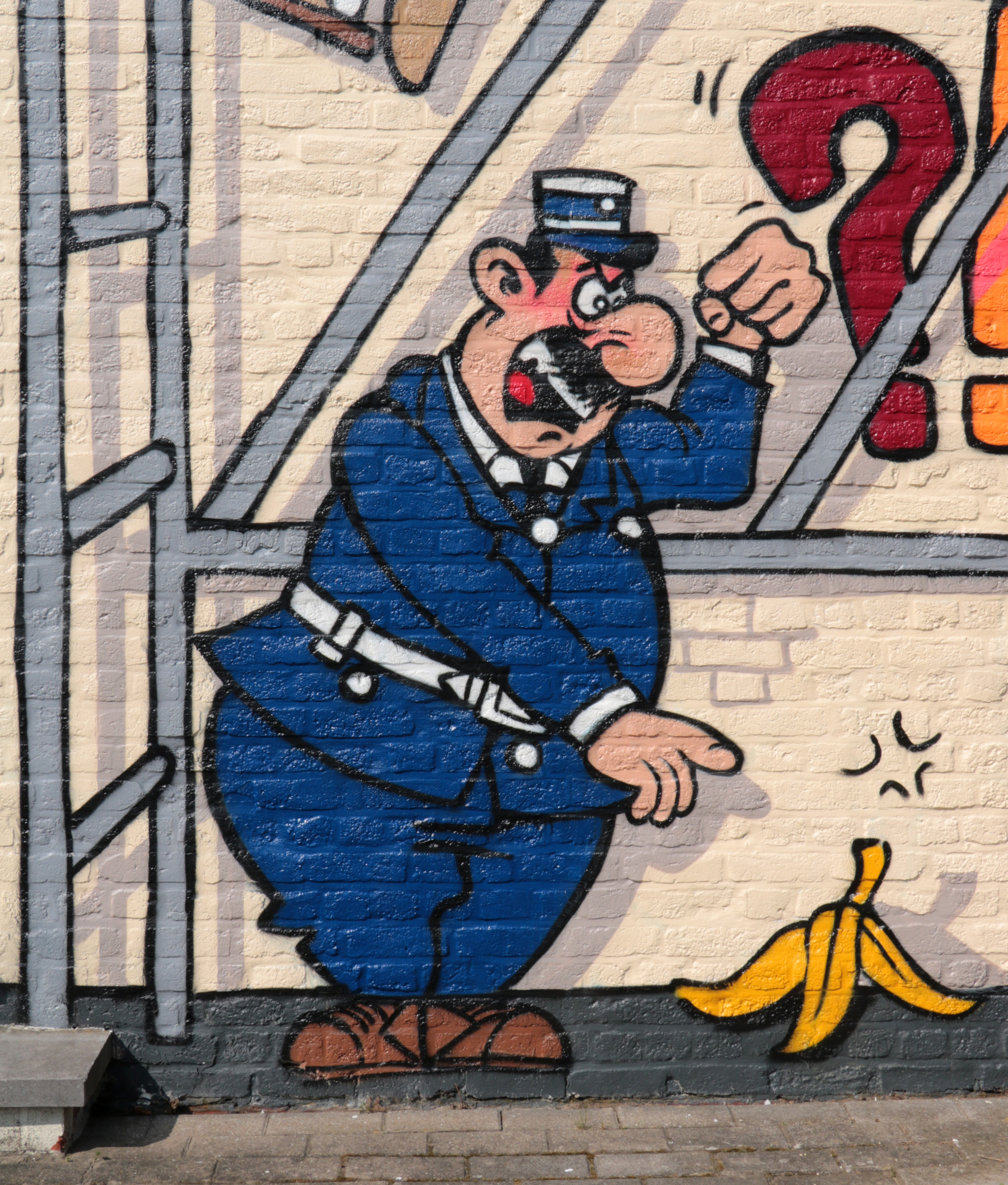
L'Agent 212.
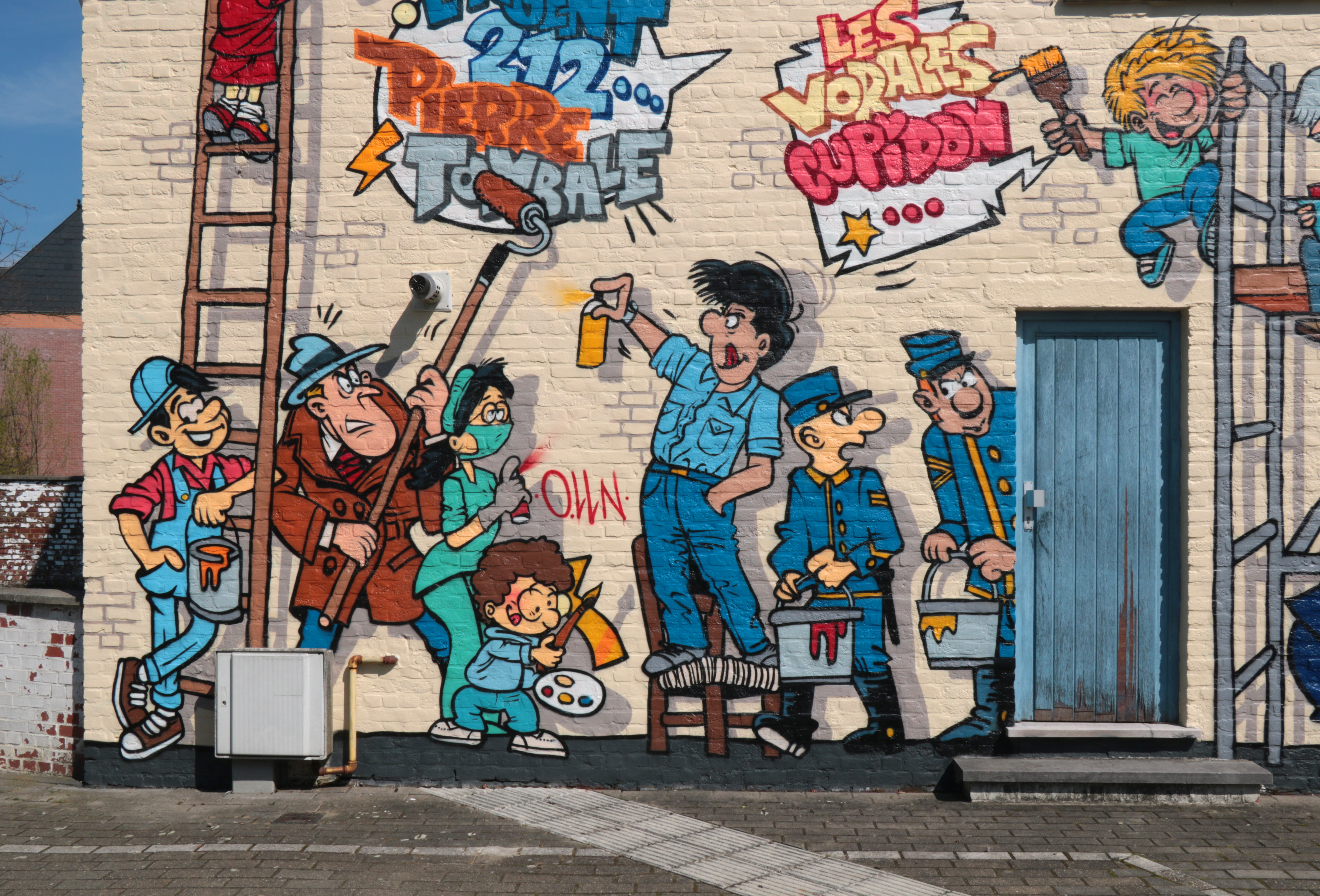
De Sammy à Cédric.
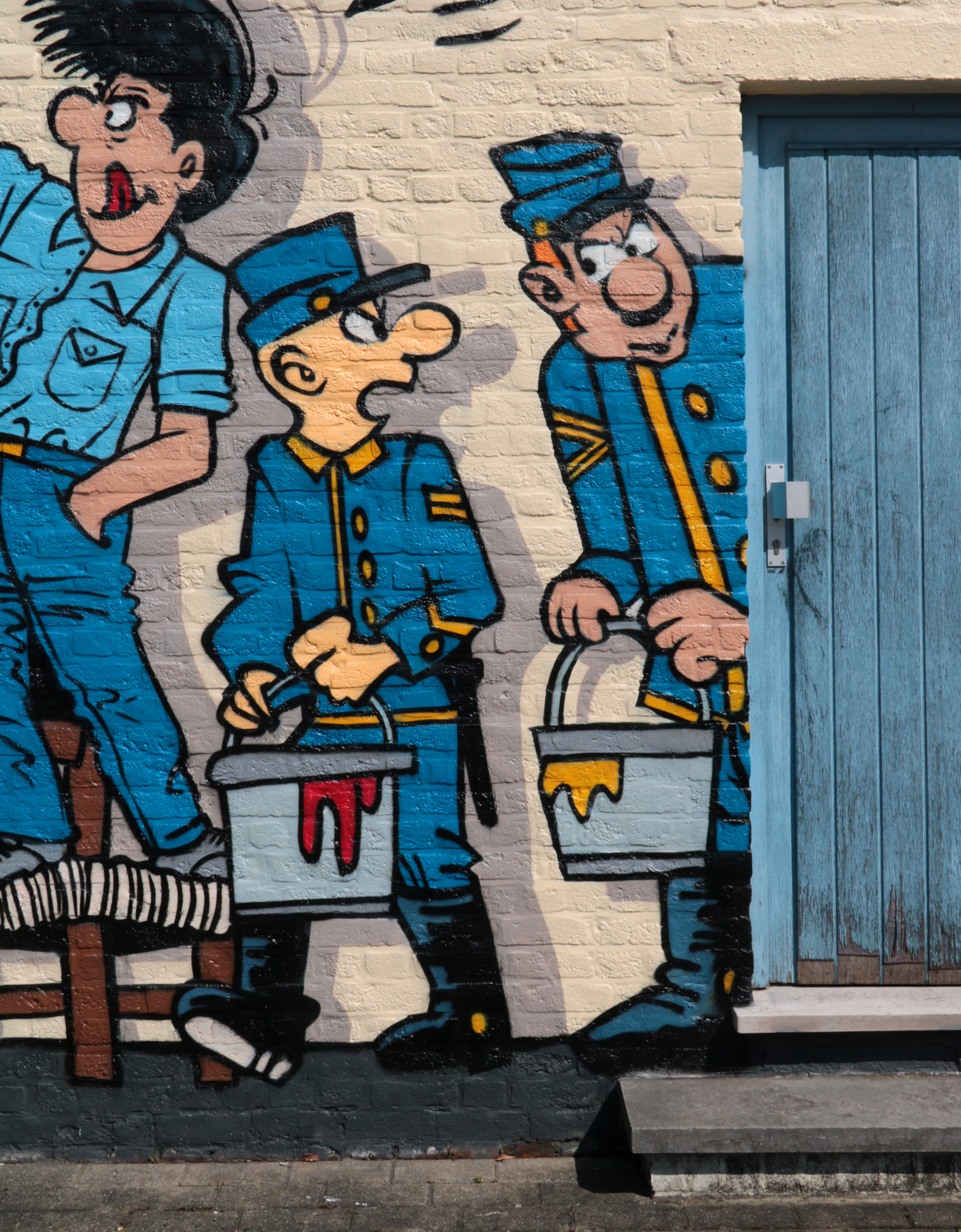
Les Tuniques bleues.
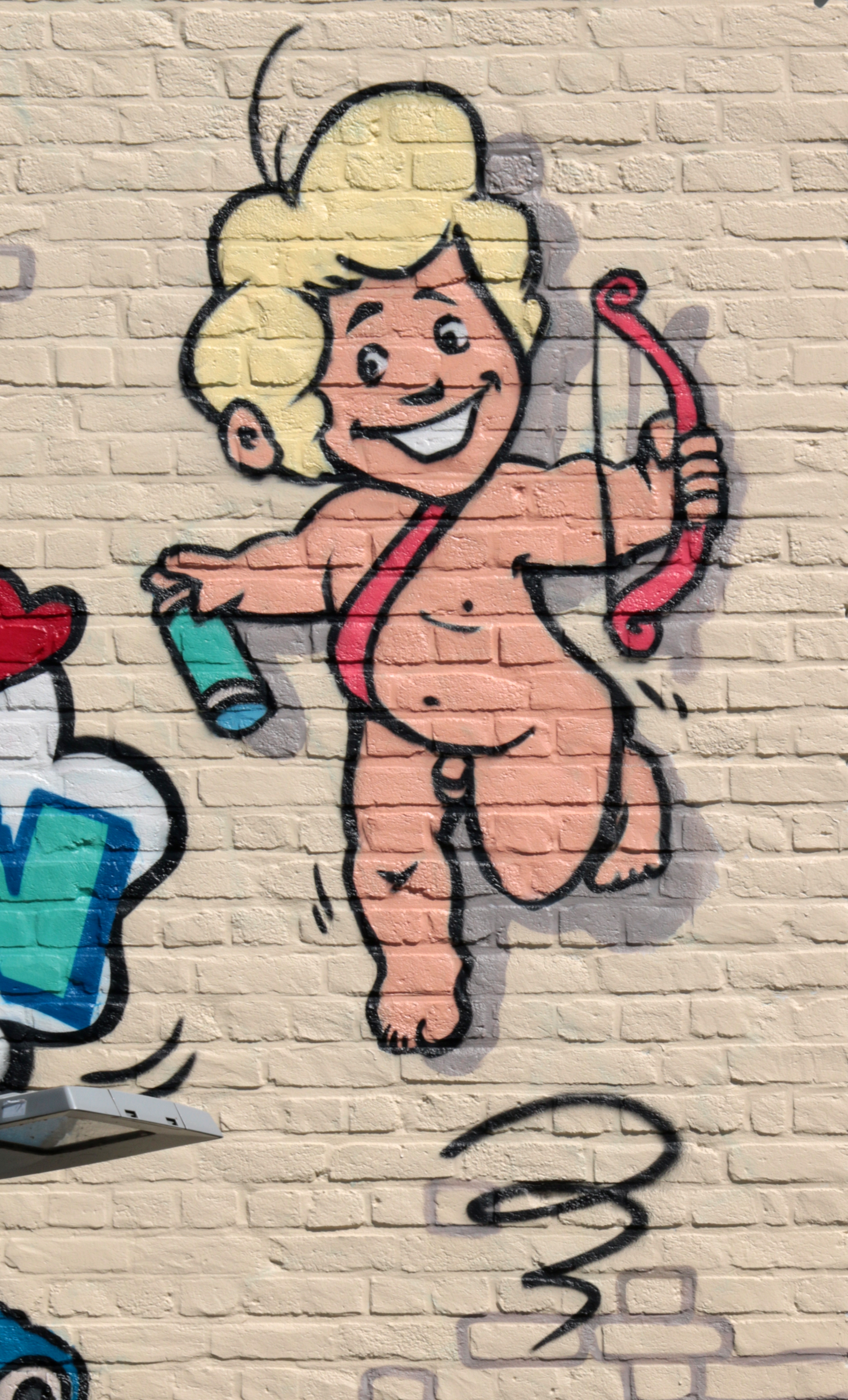
Cupidon.

#### L'oiseau au maneki-neko
À la rue de la Forge, dans le centre d'Ottignies, un mur pignon est orné d'une grande fresque réalisée en octobre 2023 par l'artiste suisse Stom500.
Signée « Stom500 2023 » en bas à gauche, la fresque représente, sur un fonds de nuages de couleur orange, un énorme oiseau perché sur une corde à linge, qui tient dans son bec un maneki-neko, un chat porte-bonheur japonais que l'on reconnaît à sa patte levée.

L'oiseau au maneki-neko
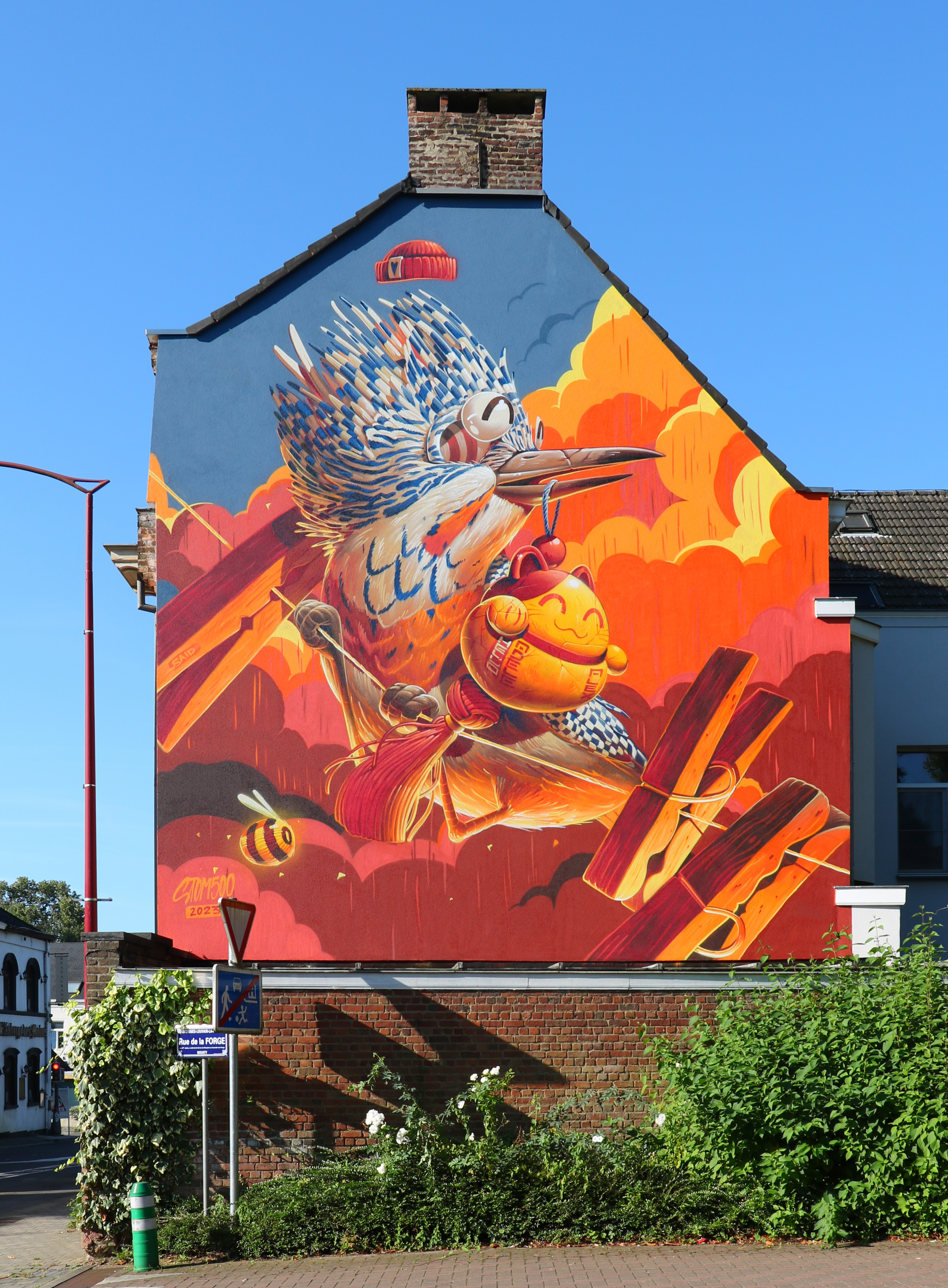
La fresque de Stom500.
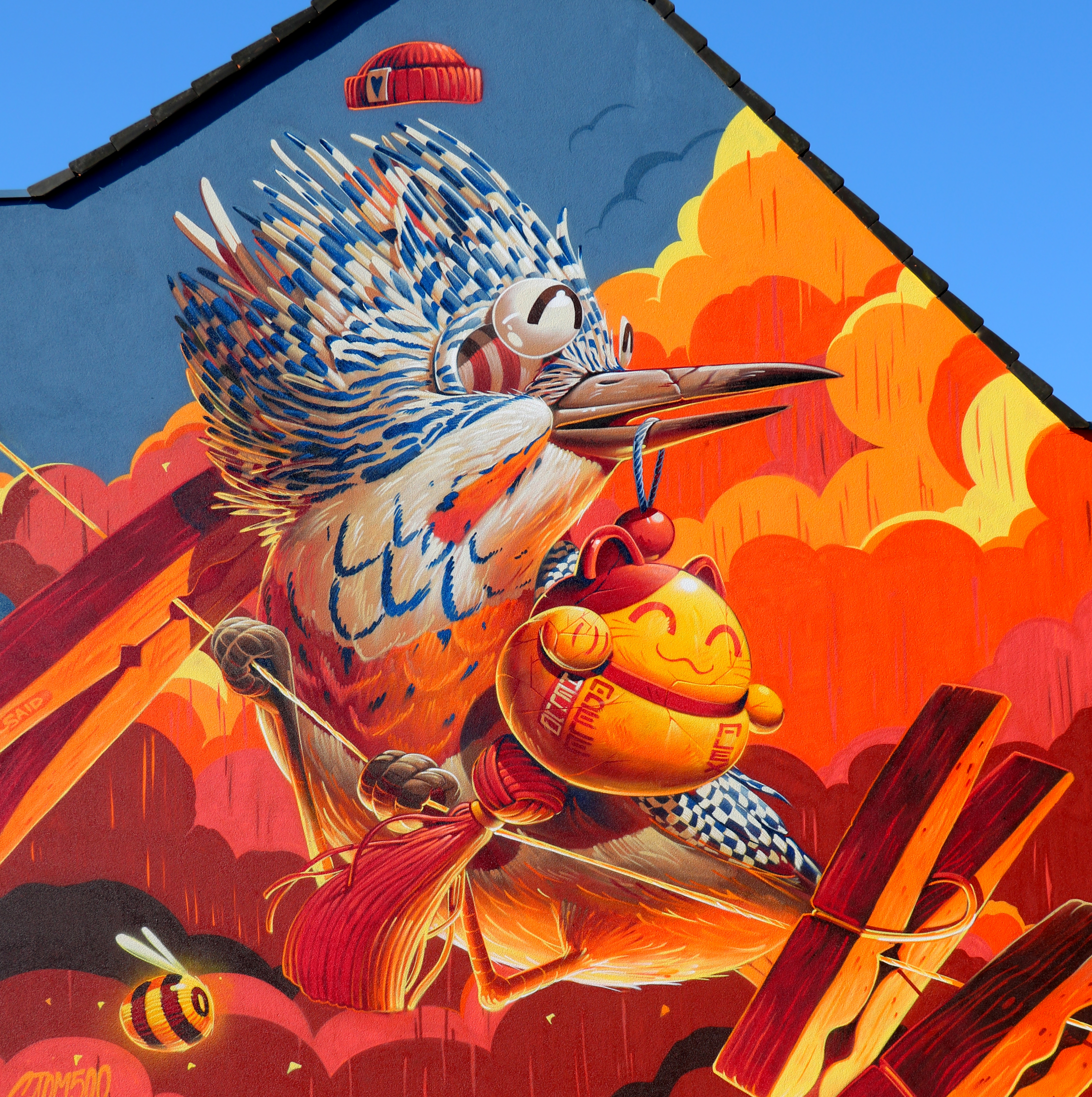
L'oiseau.
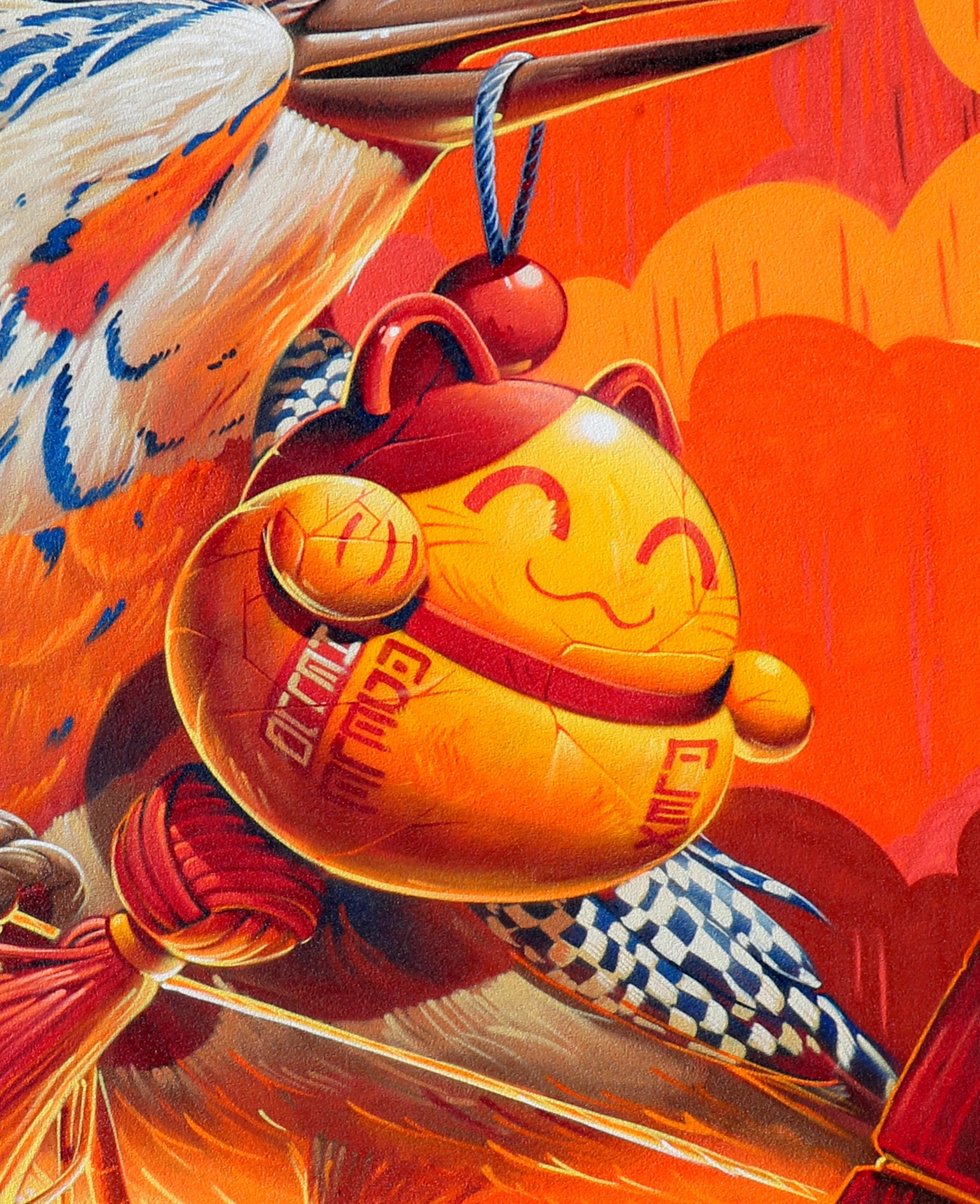
Le maneki-neko.
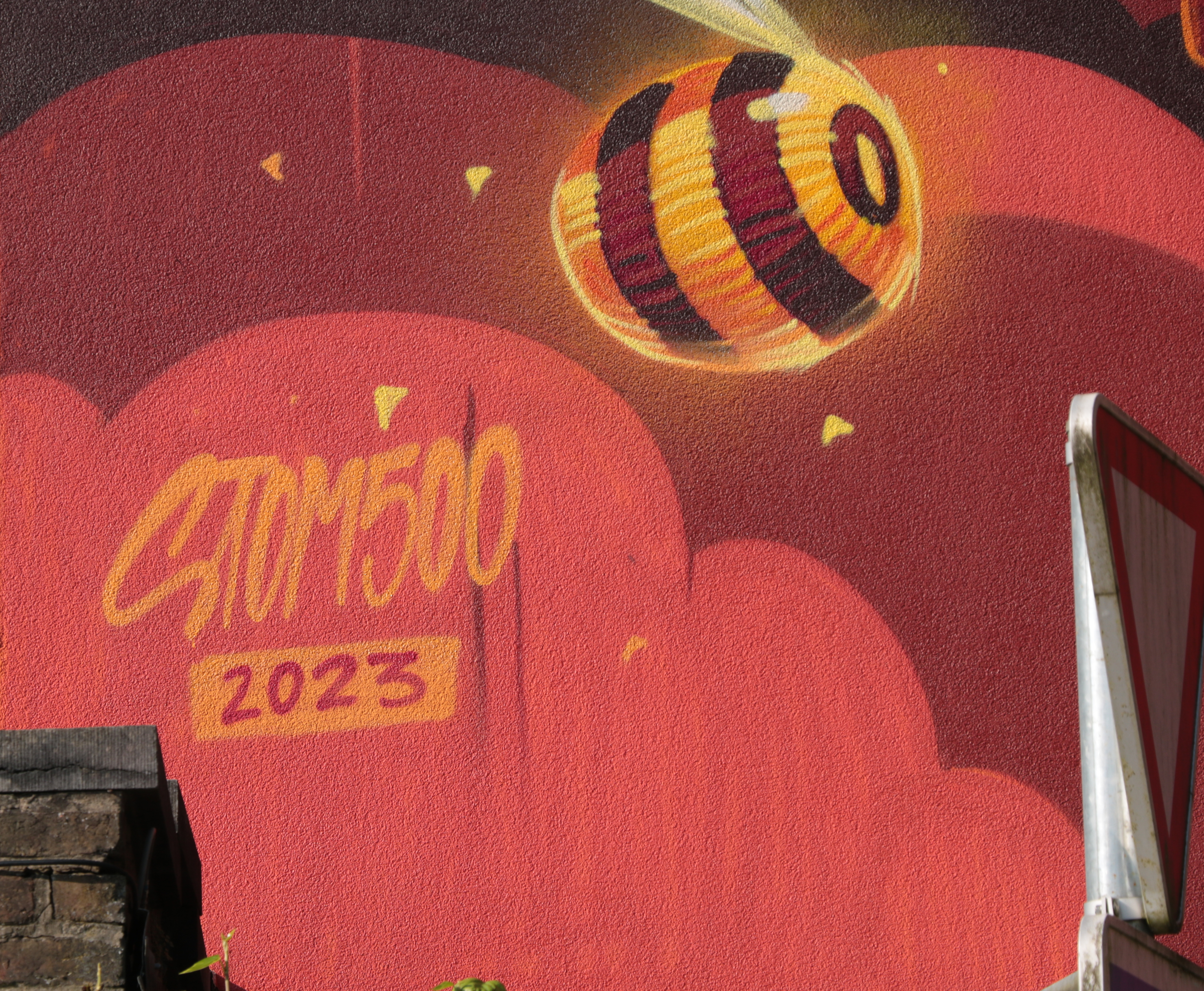
La signature de Stom500.

#### Maison de la laïcité Hypathia
À Ottignies, le mur pignon de la maison de la laïcité Hypathia à la rue des Deux Ponts est orné d'une grande fresque réalisée en septembre 2024 par l'artiste parisien Lazoo.
L'artiste a été inspiré par une citation d'Hypathie d'Alexandrie : « Réservez vous le droit de penser, car même penser mal vaut mieux que de ne pas penser du tout. ». Lazoo confie : « Je ne connaissais pas cette philosophe et mathématicienne grecque qui a été lynchée pour ses idées laïques. Elle conseillait aux gens de penser plutôt que de croire. Pour une femme à cette époque, c'était faire preuve d'un grand courage. ». Lazoo dit être parti d'un portrait néoclassique de la fin du XIXe siècle et explique : « J'ai construit la composition à partir de la fenêtre pour l'intégrer comme s'il s'agissait d'une boucle d'oreille dans le portrait. En plus du profil, j'ai voulu la représenter en train d'étudier, de prendre des notes ».

Hommage à Hypathie d'Alexandrie sur la Maison de la laïcité Hypathia
La fresque de Lazoo.
Portrait d'Hypathie d'Alexandrie .
Hypathie d'Alexandrie en train d'étudier.